# Nicolas-Jacques Conté
Pour les articles homonymes, voir Conté.
Nicolas-Jacques Conté, né le 4 août 1755 à Saint-Céneri-près-Sées et mort le le 15 frimaire an XIV (6 décembre 1805) à Paris 2e, est un peintre, physicien et chimiste français.
Il est passé à la postérité pour avoir inventé le crayon tel qu'on le connaît encore de nos jours, constitué d'une mine de graphite et d'argile insérée dans un corps en bois de cèdre.

## Biographie

### Jeune dessinateur et peintre
Ayant perdu son père, jardinier, alors qu'il était encore en bas âge, le jeune Conté fut élevé par sa mère. Il révéla très jeune son esprit d'invention et son goût pour la mécanique et la peinture.
Dessinant sans autre crayon qu'un charbon de bois et peignant avec des couleurs qu'il fabriquait lui-même, il fut encouragé par l'évêque de Séez Duplessis d’Argentré et la supérieure de l'hôpital de Sées, Mme de Prémesle, à peindre divers sujets religieux pour cet établissement. Il entreprit donc l'exécution des peintures qui décorent encore aujourd'hui l’église de l'hôpital, puis se livra à l'art du portrait. Il faisait vite et ressemblant : c’était tout ce que demandait la clientèle locale, que le coloris des tableaux charmait de sa vivacité tranchante.
Pendant ce temps, Conté continuait ses études de physique et surtout de mécanique.

### Succès et études à Paris
Il se fit bientôt une réputation dans toute la province, par la ressemblance de ses portraits et la fraîcheur des coloris, de sorte que l’intendant d’Alençon désira le connaître et le détermina à aller perfectionner son talent à Paris. Vers cette époque, Conté, s'étant lié d'amitié avec un seigneur des environs d’Alençon, entreprit de lever le plan d'une vaste propriété, pour lequel il imagina un instrument très simple qui facilitait ce travail de cadastre.
Dans le même temps, Conté fit exécuter une machine hydraulique qui fut soumise à l'Académie des sciences et déposée dans le cabinet de physique de Jacques Charles, qui l'employait habituellement dans ses démonstrations.

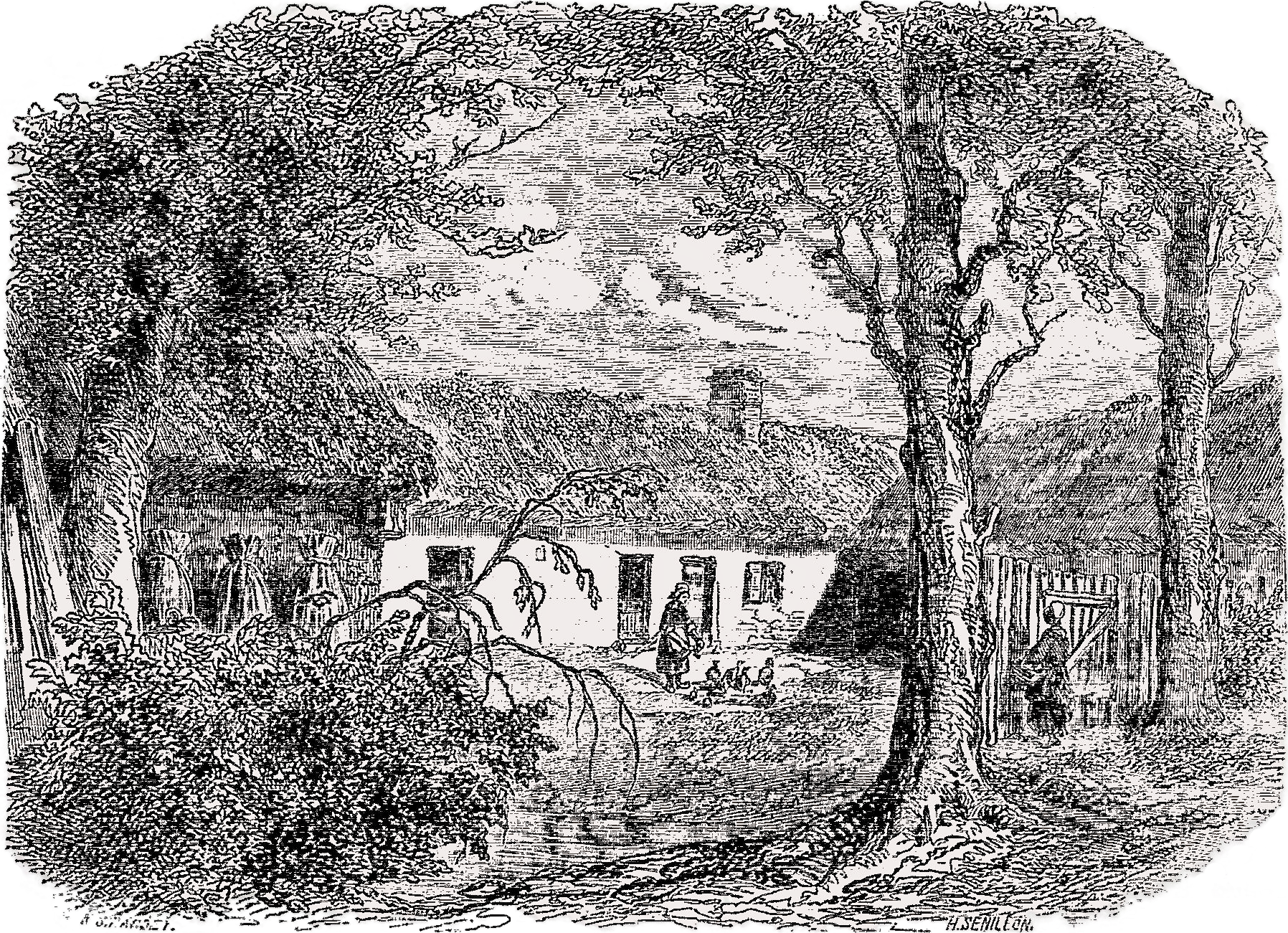
Maison natale de Nicolas-Jacques Conté par Karl Girardet.

Bien qu'issue d’une des premières familles de Normandie par ses parents maternels, sa femme n'était pas plus riche que lui, et tous deux se trouvaient privés de fortune. Ce fut, pour Conté, un motif supplémentaire pour persévérer dans sa double carrière. Encouragé par les premiers personnages de sa province, entre autres l'intendant d’Alençon, Conté partit tenter sa chance à Paris. Dans la capitale, son temps se trouva partagé entre les commandes de portraits qu'il recevait et les études qu'il voulait continuer. Il faisait des portraits et suivait pour lui-même des cours d'anatomie, de chimie, de physique et de mécanique.

### Une commission de savants, durant la Révolution
Avec la Révolution, la France fut attaquée de toutes parts et le Comité de salut public songea à l'utilisation des aérostats dans les opérations militaires. Conté anima une commission de savants nommée à cet effet.

#### Chimie, physique, fabrication d'aérostats
Il fut, avec plusieurs autres savants, chargé de développer l'expérience de la décomposition de l'eau par le moyen du fer. On voulait substituer ce procédé à l'emploi de l'acide sulfurique, qui paraissait trop coûteux. Il répéta en plus grand ses expériences à Meudon, où on lui confia la direction de l'école d'aérostation qui s'y établissait. Conté eut sous ses ordres un rassemblement confus de jeunes gens pris dans toutes les professions, sans aucune teinture de chimie, de dessin, ni de mathématiques, appelés à créer une technique entièrement nouvelle.
Conté dut aborder les éléments des différentes sciences, car ce nouvel enseignement devait tout embrasser : chimie, physique, mécanique. Donnant à la fois des leçons théoriques et pratiques, Conté faisait exécuter par les mains de ses élèves les modèles qu'il donnait, les instruments qu'il imaginait, passant ses nuits à préparer les dessins qui servaient à ses leçons ou bien à faire des expériences variées, parfois dangereuses.
Il entreprit diverses expériences pour reconnaître l'altération que le gaz hydrogène pouvait produire sur l'enveloppe des aérostats. Il s'agissait de préparer les gaz avec plus d'économie, de rapidité, en plus grande abondance, de rendre les enveloppes plus solides, plus imperméables, les vernis plus souples, moins sujets à s’oxyder.
Une nuit, Conté avait préparé plusieurs matras remplis de différents gaz et des morceaux de taffetas enduits de compositions diverses. S'étant fait donner de la lumière à l'extrémité de son laboratoire, il s'apprêtait à enlever le bouchon d’un des matras pour essayer le gaz qu’il renfermait. Un courant d'air se forma, qui entraîna le gaz hydrogène sur la flamme de la lampe. Il s'ensuivit une détonation terrible qui brisa tous les instruments de verre, dont les éclats atteignirent Conté sur toutes les parties de son corps. Cet accident lui coûta son œil gauche, et le gouvernement lui conféra le grade de chef de brigade d'infanterie, avec le commandement en chef de tous les corps d'aérostiers.

Fabrication des aérostats militaires au château de Meudon. Aquarelles sur papier de Nicolas-Jacques Conté.
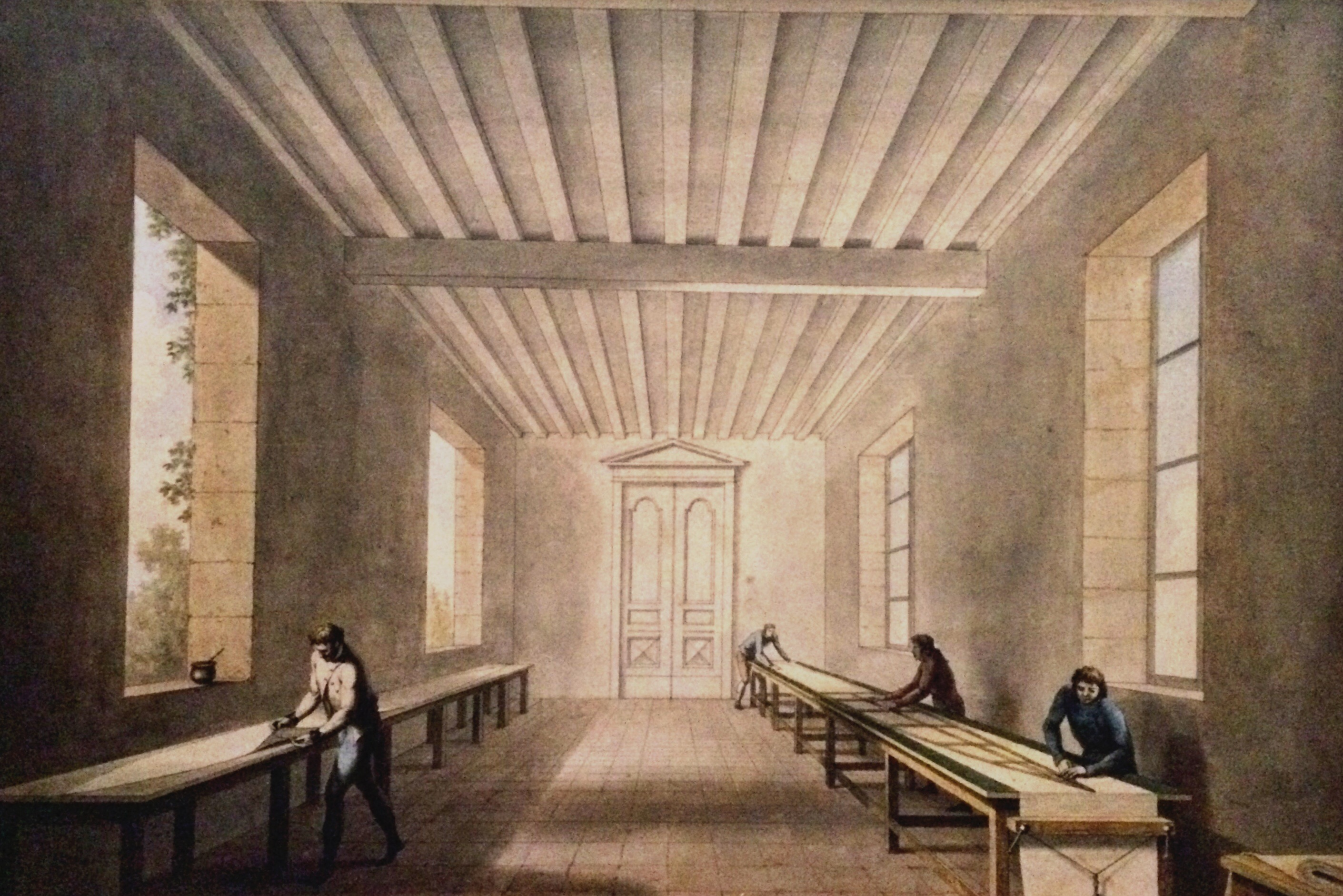
Découpage des toiles pour composer des fuseaux (1/5).
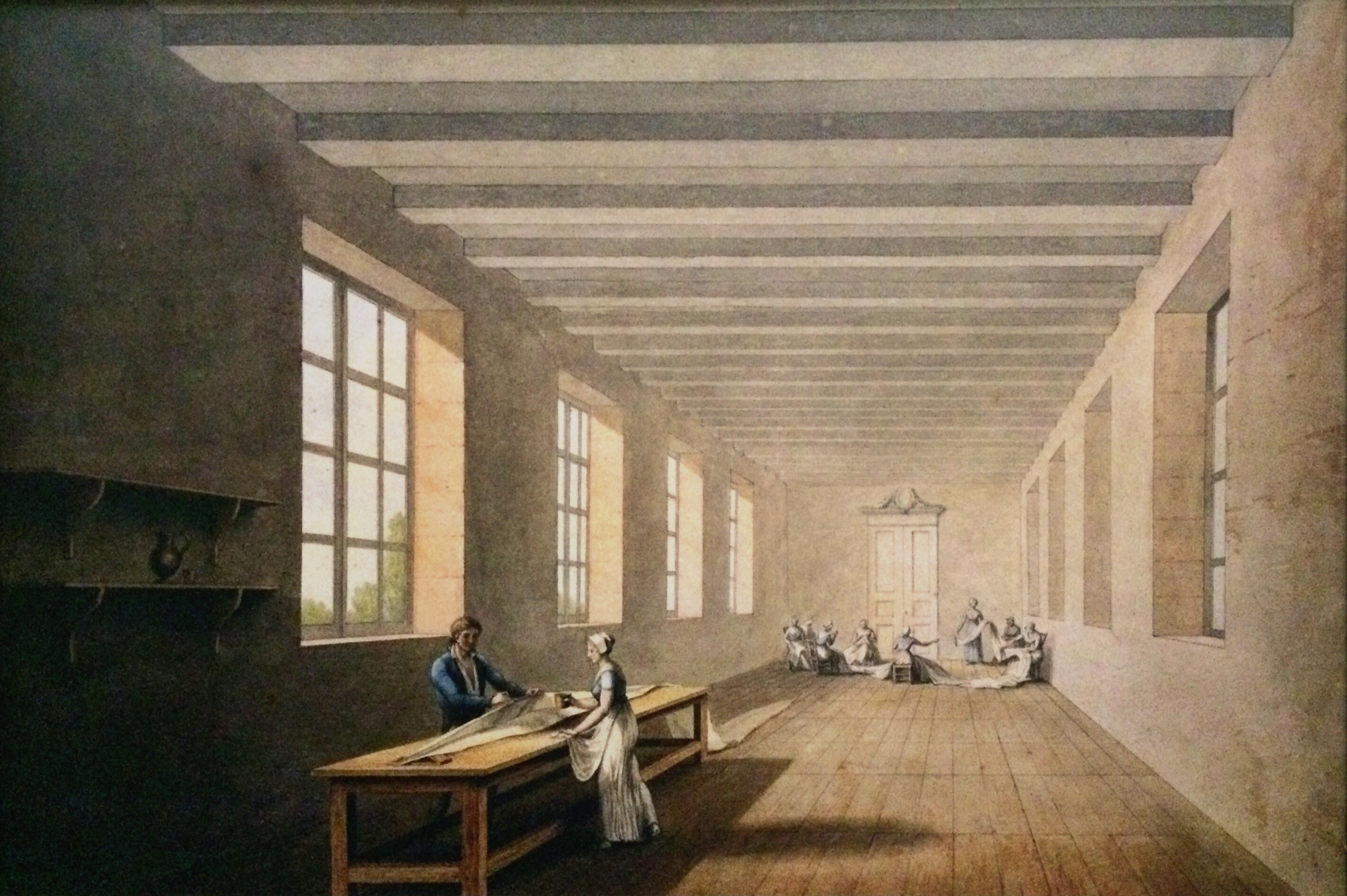
Assemblage des fuseaux (2/5).
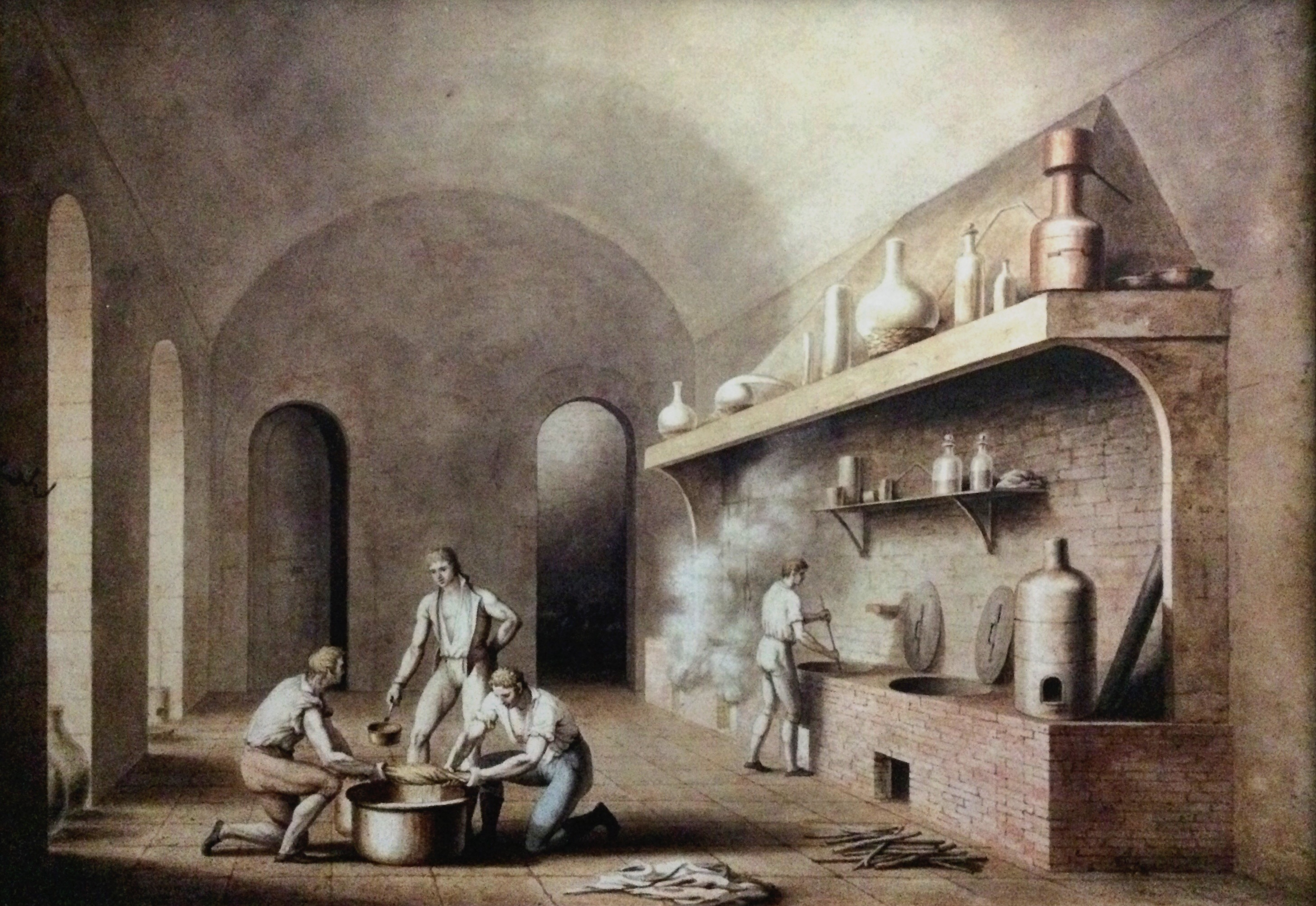
Préparation du vernis (3/5).
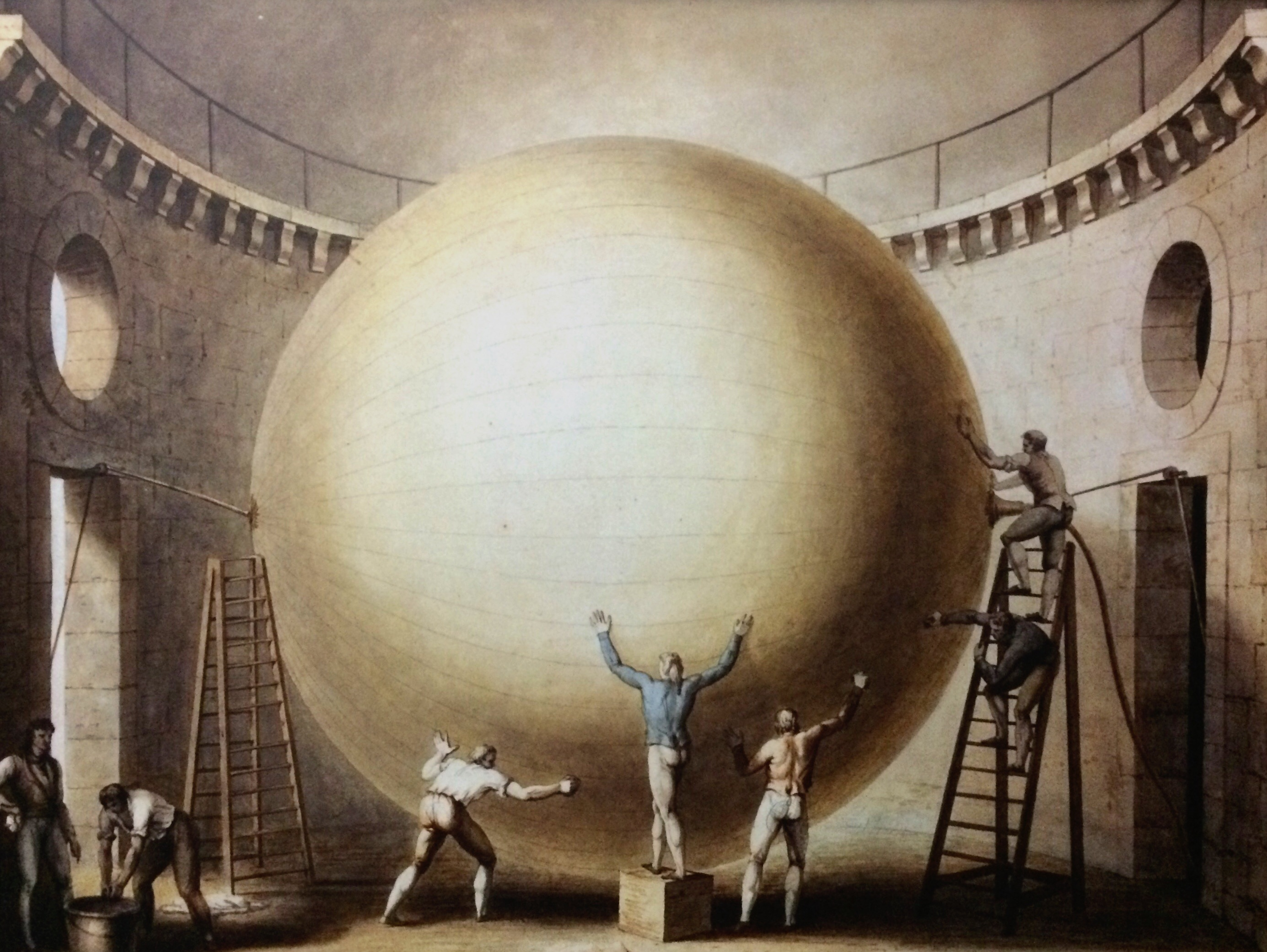
Étalage du vernis et vérification des joints (4/5).
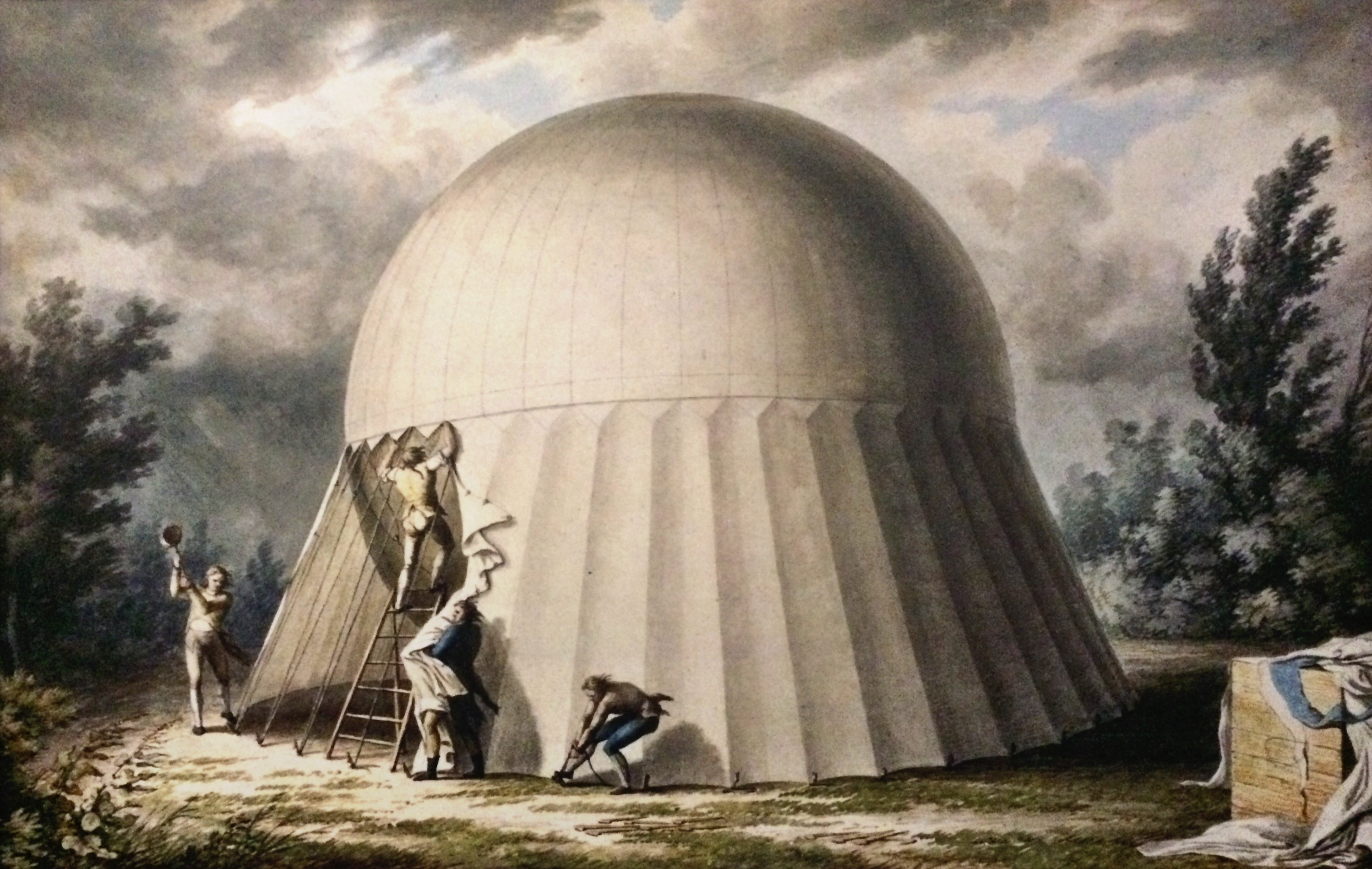
Aérostat au campement sous sa tente de protection (5/5).

À la même époque se fit sentir la nécessité de former un dépôt des instruments et machines relatifs aux arts et métiers, disséminés sur plusieurs points de la capitale. Le Conservatoire national des arts et métiers de la rue Saint-Martin fut établi et Conté en fut nommé membre, avec Vandermonde et Le Roy, qui en furent les premiers fondateurs et y précédèrent Joseph Montgolfier.

#### Fabrication de crayons
À cette époque, la pénurie des crayons importés se faisait sentir. Les crayons utilisaient, depuis le XVIe siècle, des mines de plombagine, un graphite très pur extrait à Borrowdale, dans le comté de Cumberland, en Angleterre. Avec le blocus économique auquel la France était soumise en 1794, l'agence des mines, consultée par le gouvernement, chargea Conté d'inventer une mine de crayon ne nécessitant plus de matières premières d'origine étrangère. Après quelques jours de recherches, Conté eut l'idée de mélanger du graphite avec de l'argile, de cuire le tout et de l'enfermer entre deux demi-cylindres de bois de cèdre.
En cela, comme dans toutes ses autres inventions, Conté ne pensa jamais à ses intérêts personnels. Il fallut toute l'insistance de ses amis pour le déterminer à prendre, en 1795, le privilège de la fabrication des crayons. Ayant obtenu un brevet pour son invention le 3 janvier 1795, il éleva, en moins d'une année, la manufacture de crayons qui porte son nom. Il s'occupait d'y adjoindre un nouveau genre de couleurs inaltérables, lorsqu'il fut appelé, avec beaucoup d'autres savants, à l'expédition d’Égypte.

### Industrie de campagne durant l'expédition d'Égypte

#### Aérostation, télégraphe, industrie militaire
Conté part pour l'Égypte en qualité de chef de brigade du corps des aérostiers qu'il avait commandé à Meudon. À peine arrivé à Alexandrie, menacée par les Anglais et dénuée de tous moyens de défense, Conté se livre aux travaux les plus urgents pour le service de cette place presque dénuée de tout ce qui était nécessaire à l’armée. Il propose une ligne télégraphique pour signaler à la flotte française stationnée à Aboukir l'apparition de la flotte anglaise. Mais cet avis fut négligé et la flotte n'eut connaissance de l'arrivée des Anglais qu'au moment où il fallut se battre. Après le combat, les Anglais menaçaient Alexandrie, qu'on pouvait enlever d'un coup de main. Conté construisit alors en deux jours, au Phare, des fourneaux à boulets rouges avec les moyens les plus simples. Une fois les vaisseaux anglais éloignés des côtes, les Français eurent le temps de fortifier la place.
Conté est appelé peu après au Caire à la tête d'une armée d'ouvriers, en partie formés par ses soins, mais le matériel d'outils et de machines envoyé de France pour eux avait disparu : le naufrage d'un vaisseau et le pillage du Caire lors de la révolte des Égyptiens avaient anéanti les caisses et leur contenu. Il fallut donc tout créer, jusqu'aux outils eux-mêmes. Conté forma aussitôt des ateliers, fit plusieurs moulins à vent, dans un pays où l'on ne connaissait rien de semblable, des machines pour la monnaie du Caire, pour l'imprimerie orientale, pour la fabrication de la poudre. Il créa diverses fonderies : on faisait dans ses ateliers des canons, de l'acier, du carton, des toiles vernissées, etc.
En moins d'un an, Conté transporta ainsi toutes les techniques européennes dans une terre qui ignorait jusqu'alors ces technologies. Napoléon le décrit ainsi : « …Conté, qui était à la tête des aéronautes, homme universel, ayant le goût, les connaissances et le génie des arts, précieux dans un pays éloigné, bon à tout, capable de créer les arts de la France au milieu des déserts de l'Arabie. » Conté, qui voulait que les habitants profitent aussi de ses travaux, visitait les manufactures du pays, proposant avec simplicité des améliorations faciles. Aussi vit-on en peu de temps s'introduire des procédés nouveaux dans les fabriques égyptiennes. Conté communiquait ses observations à l'Institut d'Égypte, étudiait les divers métiers, dessinant les ateliers, les instruments et les machines. Il s'était constitué un immense portefeuille, où son pinceau retraçait une foule de travaux, de scènes intérieures, de costumes du pays inconnus aux autres voyageurs. Cette collection de dessins a été gravée en partie pour le grand ouvrage publié par la commission d'Égypte.

#### Instruments de campagne
Les ingénieurs, les chirurgiens manquaient d'instruments de mathématiques, de chirurgie. Conté fit fabriquer des sabres pour l’armée, des ustensiles pour les hôpitaux, des instruments de mathématiques pour les ingénieurs, des lunettes pour les astronomes, des crayons pour les dessinateurs, des loupes pour les naturalistes. Depuis les machines les plus compliquées et les plus essentielles, comme les moulins à blé, jusqu'à des tambours et des trompettes, tout se fabriquait dans son établissement. Il perfectionna également la fabrication du pain.
Conté appliqua les nouvelles techniques : par exemple, un nouveau télégraphe. Les généraux voulurent, à l'occasion des fêtes annuelles, donner aux Égyptiens un spectacle frappant, et il fit des montgolfières. On ne saurait détailler tous les travaux exécutés par Conté en Égypte. Pour l'embarquement de l'armée qui allait repasser en France, il avait projeté et commencé la fabrication de citernes en plomb. Mais la bataille d'Héliopolis le rappela au Caire. L’habillement de l’armée avait épuisé tous les magasins du pays, et l’état de blocus empêchait le commerce d’y apporter des draps. Conté conçut le projet de fabriquer du drap pour l'armée entière et la consommation des habitants.
Les trois généraux qui commandèrent successivement en Égypte s'étaient empressés de rendre justice à celui qui, selon les expressions du général Menou, « avait nourri et habillé l'armée ». Le ministre de l'intérieur lui écrivait : « Il est permis de s'enorgueillir quand on peut dire comme vous : j'ai fabriqué le premier acier, j'ai fondu le premier canon ». Le retour de l'expédition le força à abandonner tout ce qu'il avait exécuté en Égypte, et ce ne fut pas sans regrets que Conté renonça à toutes ses activités.

### Retour à Paris: le Conservatoire
De retour en France, Conté est chargé par le gouvernement de diriger la réalisation du grand ouvrage que la commission d'Égypte, nouvellement créée, allait publier. Le nombre des monuments et des objets d'art qu'il fallait représenter était immense. Le seul détail de la gravure, avec les procédés ordinaires, aurait exigé des dépenses énormes et demandé un grand nombre d'années.
Conté imagina une machine à graver par laquelle tout le travail des fonds, des ciels et des masses des monuments s'effectuait avec facilité et rapidité. L'utilité de cette machine n'a pas été limitée à l'ouvrage sur l'Égypte : d'autres artistes l'introduisirent dans leurs ateliers.

Enquête sur les Arts et métiers.
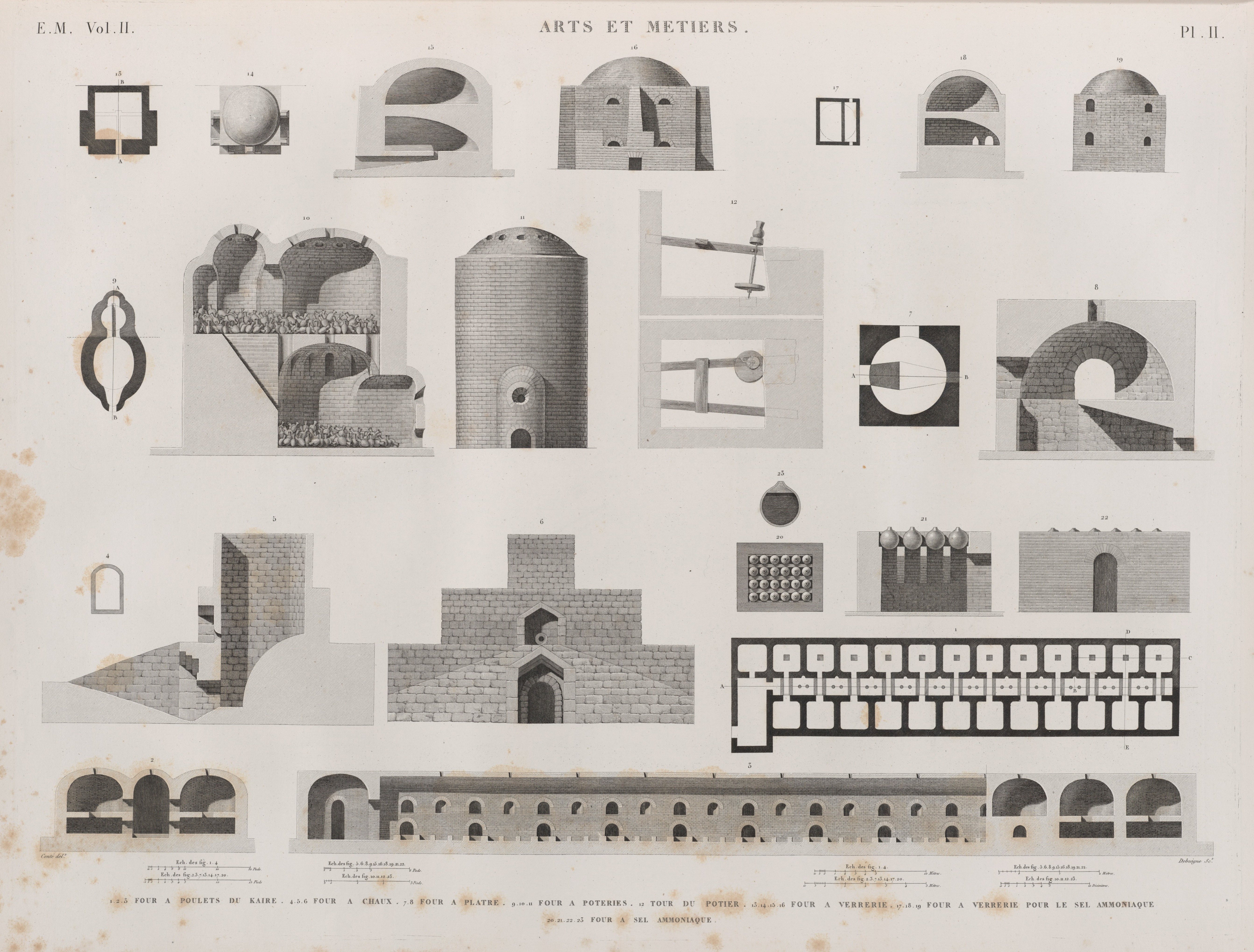
Fours
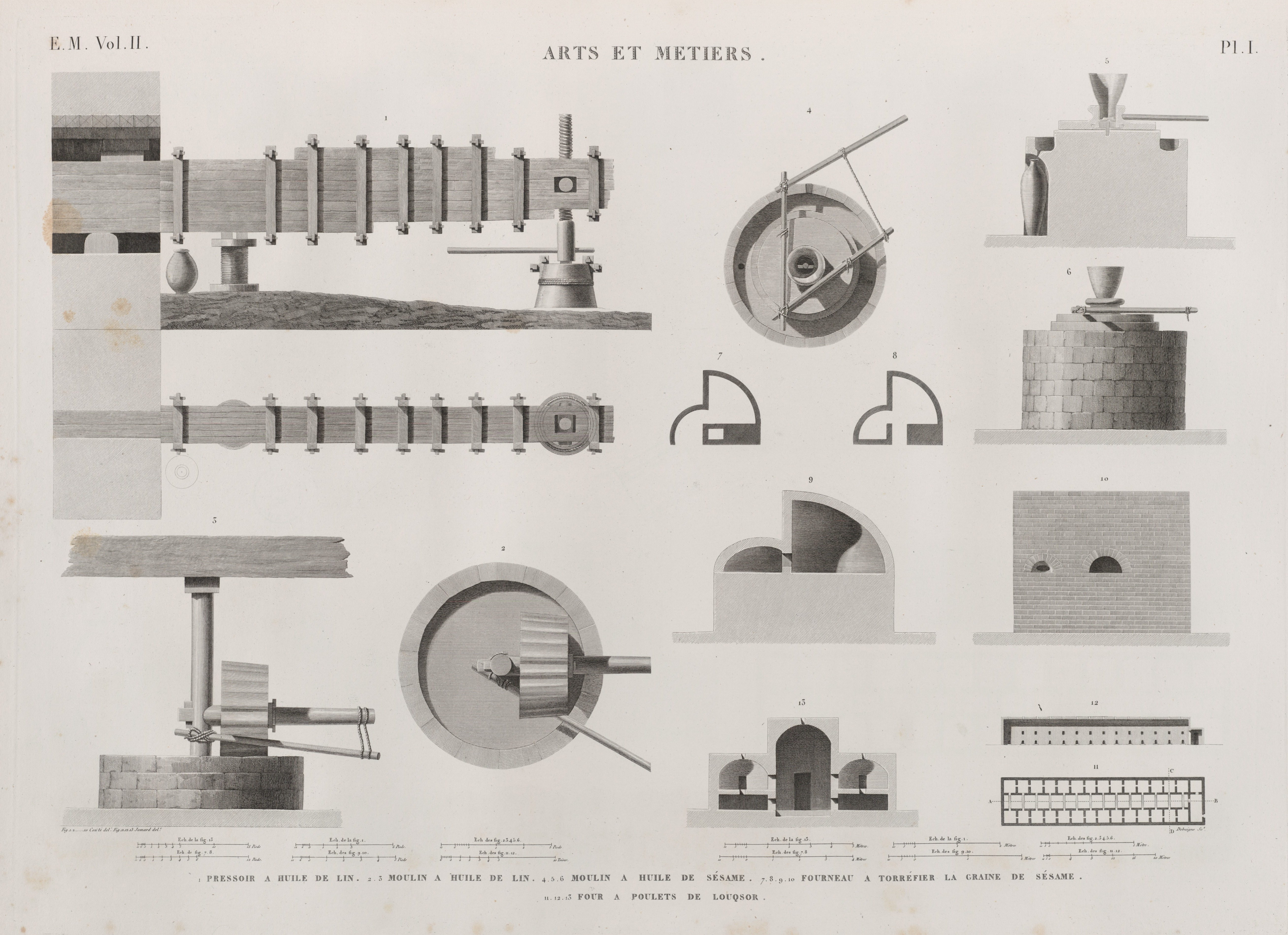
Pressoir et moulins à huile, fours
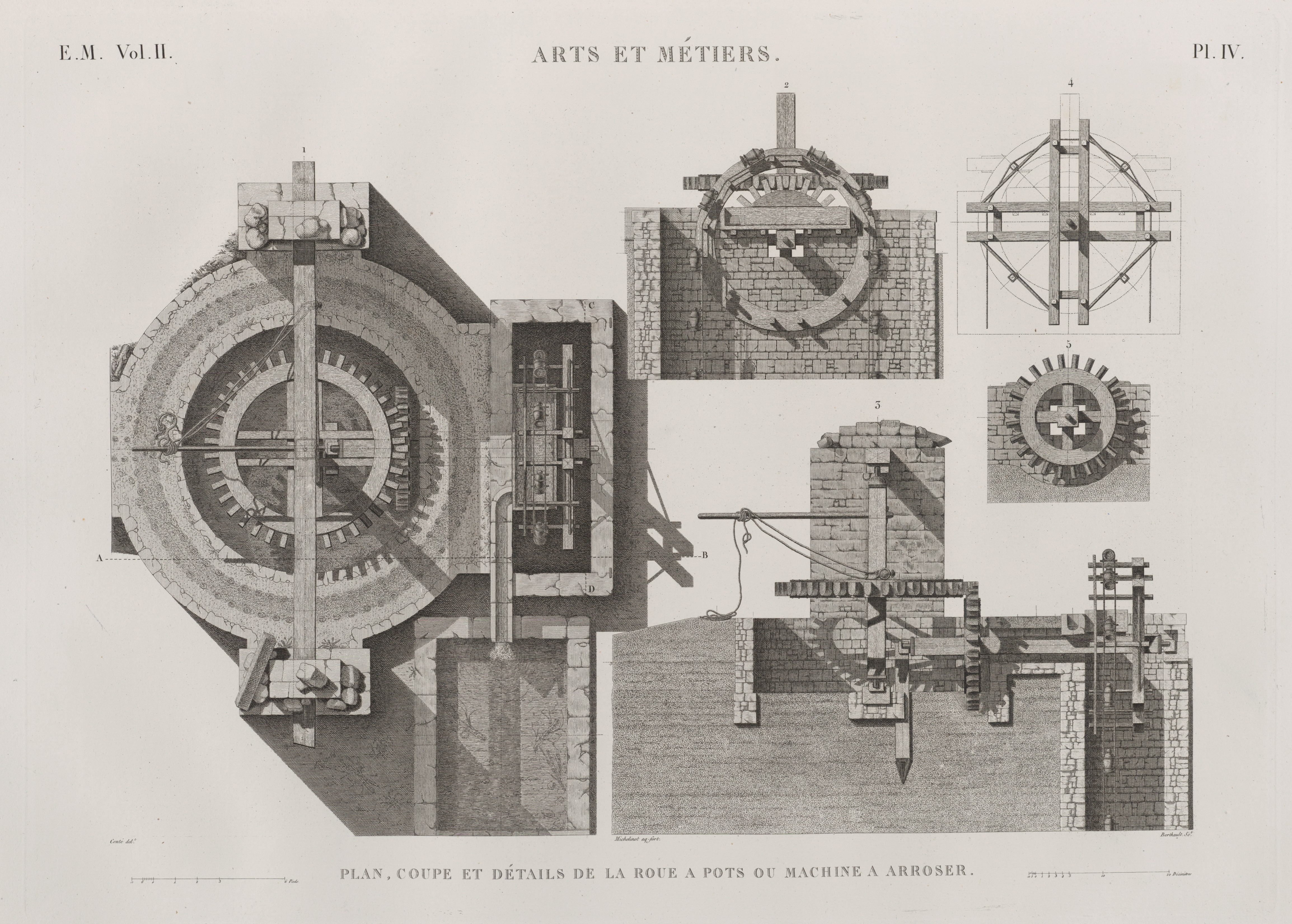
Machine à arroser
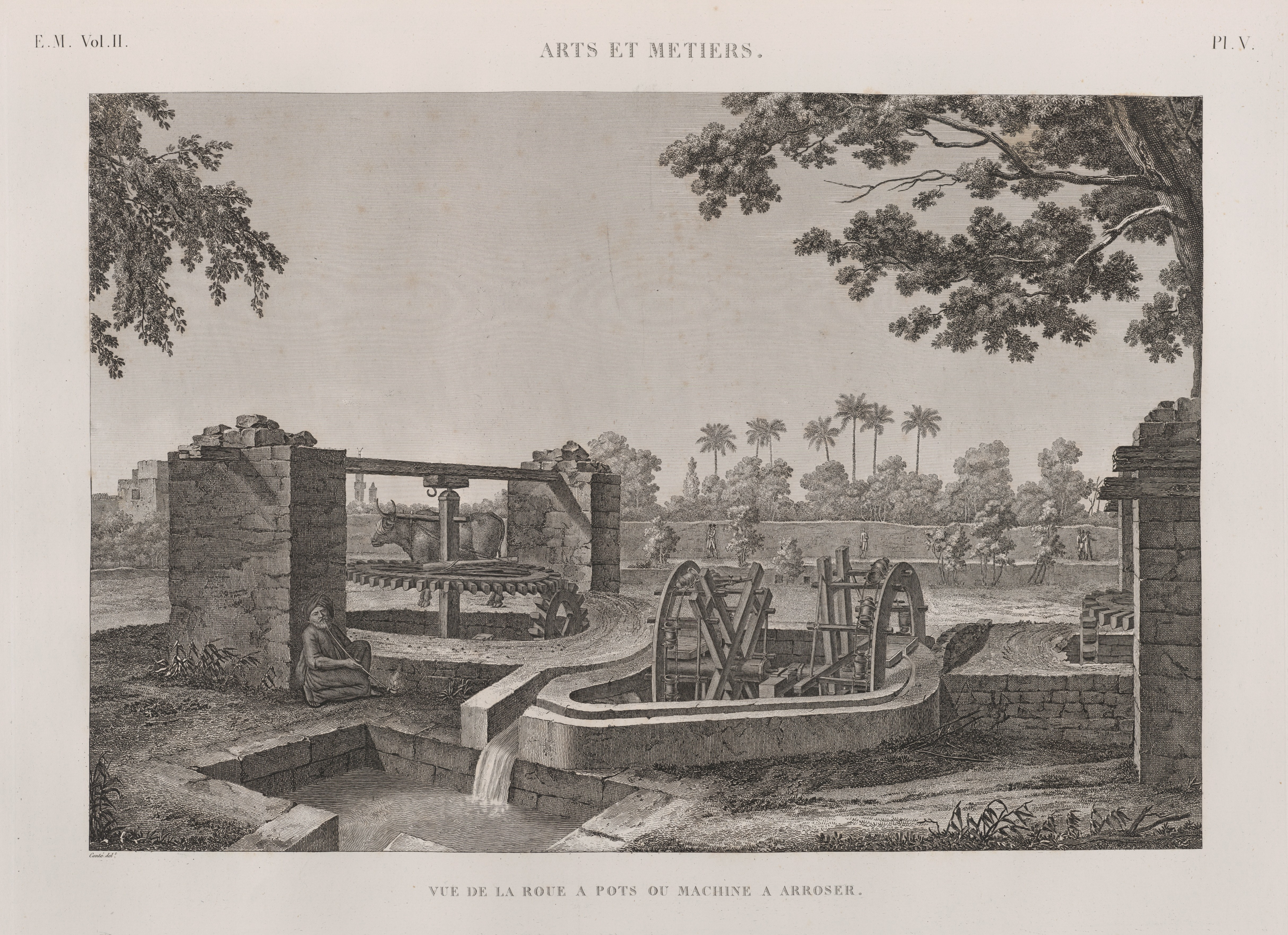
Machine à arroser
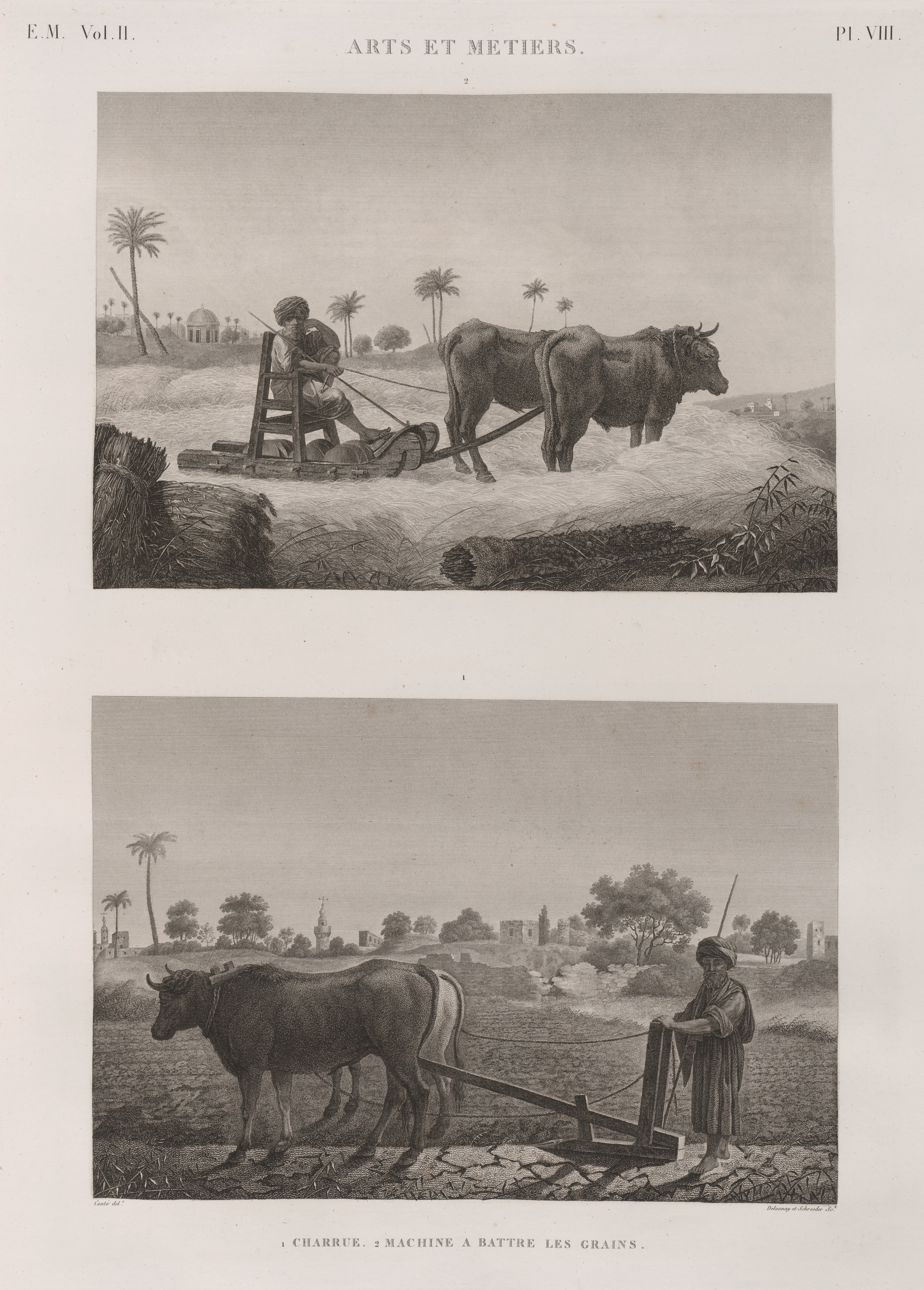
Charrue et batteuse
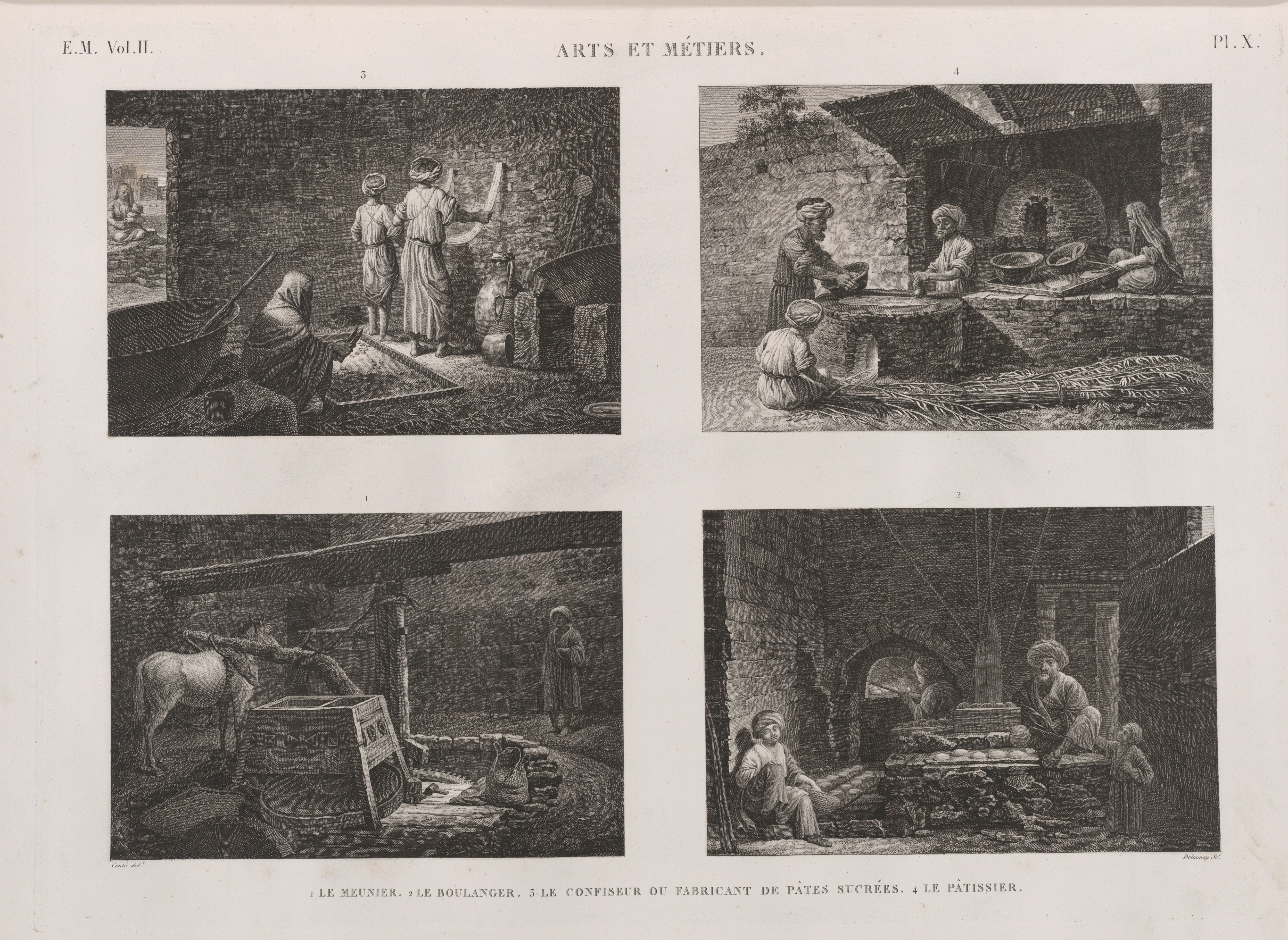
Meunier, boulanger, confiseur et pâtissier
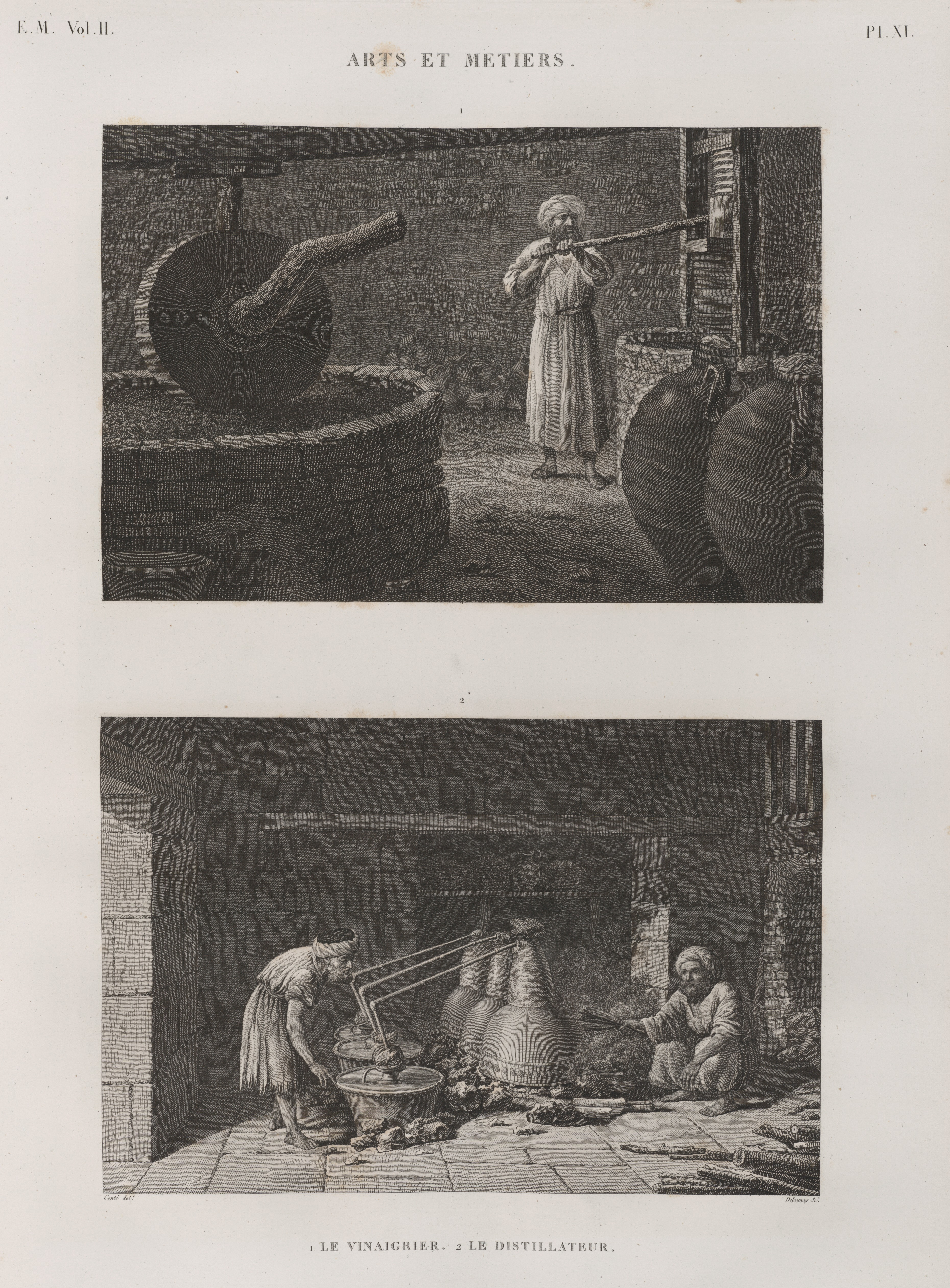
Vinaigrier et distillateur
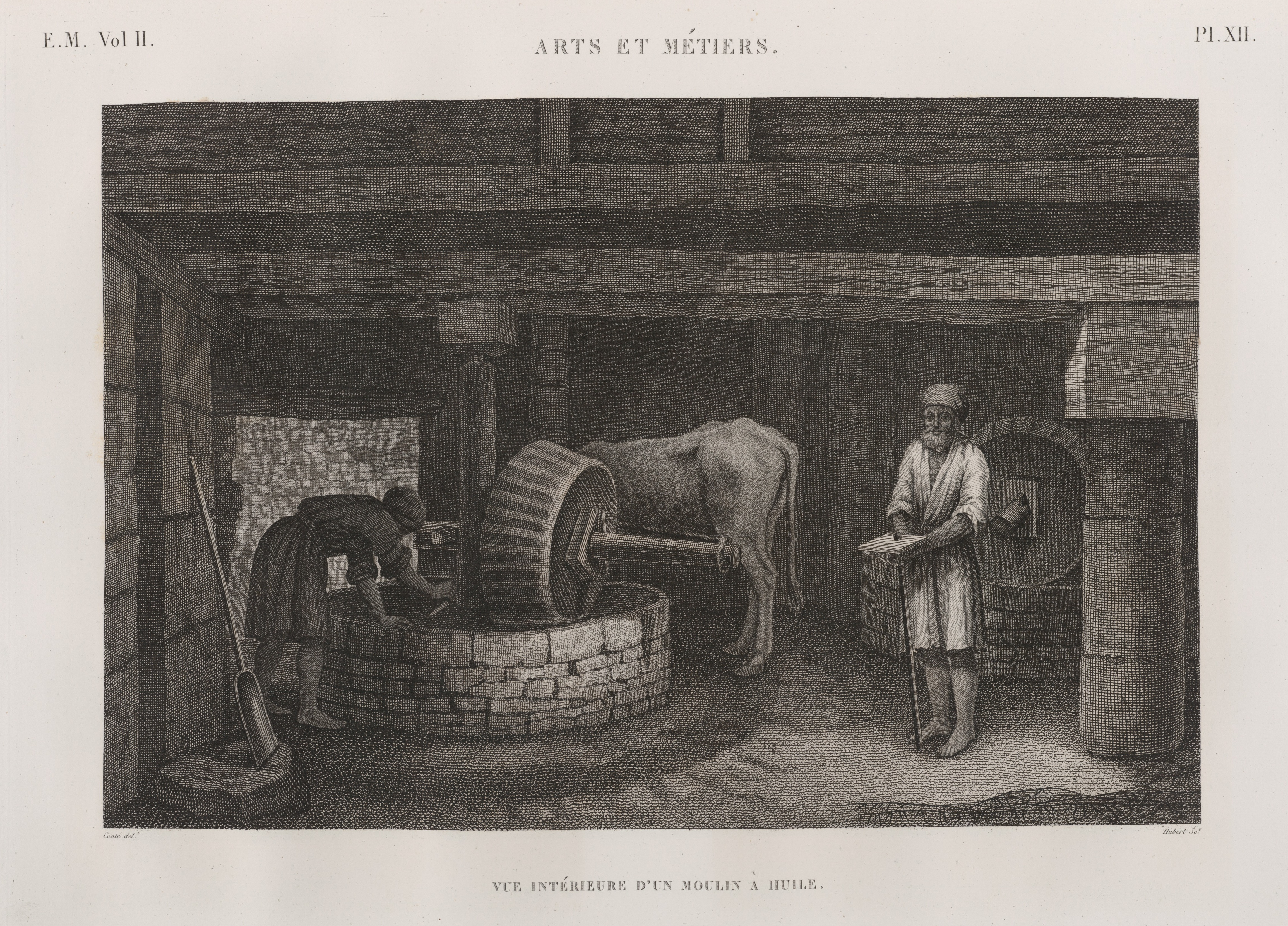
Moulin à huile
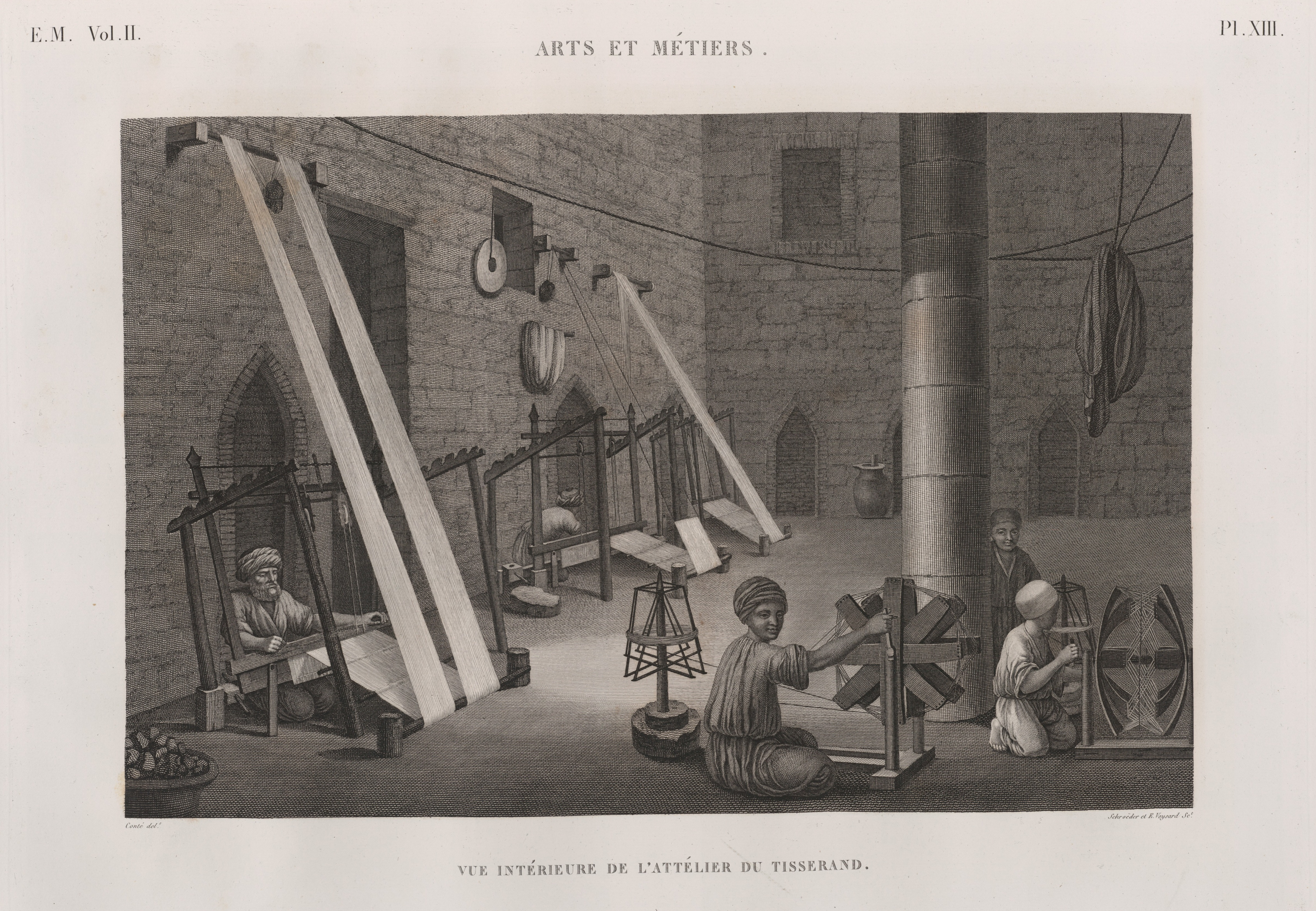
Tisserand
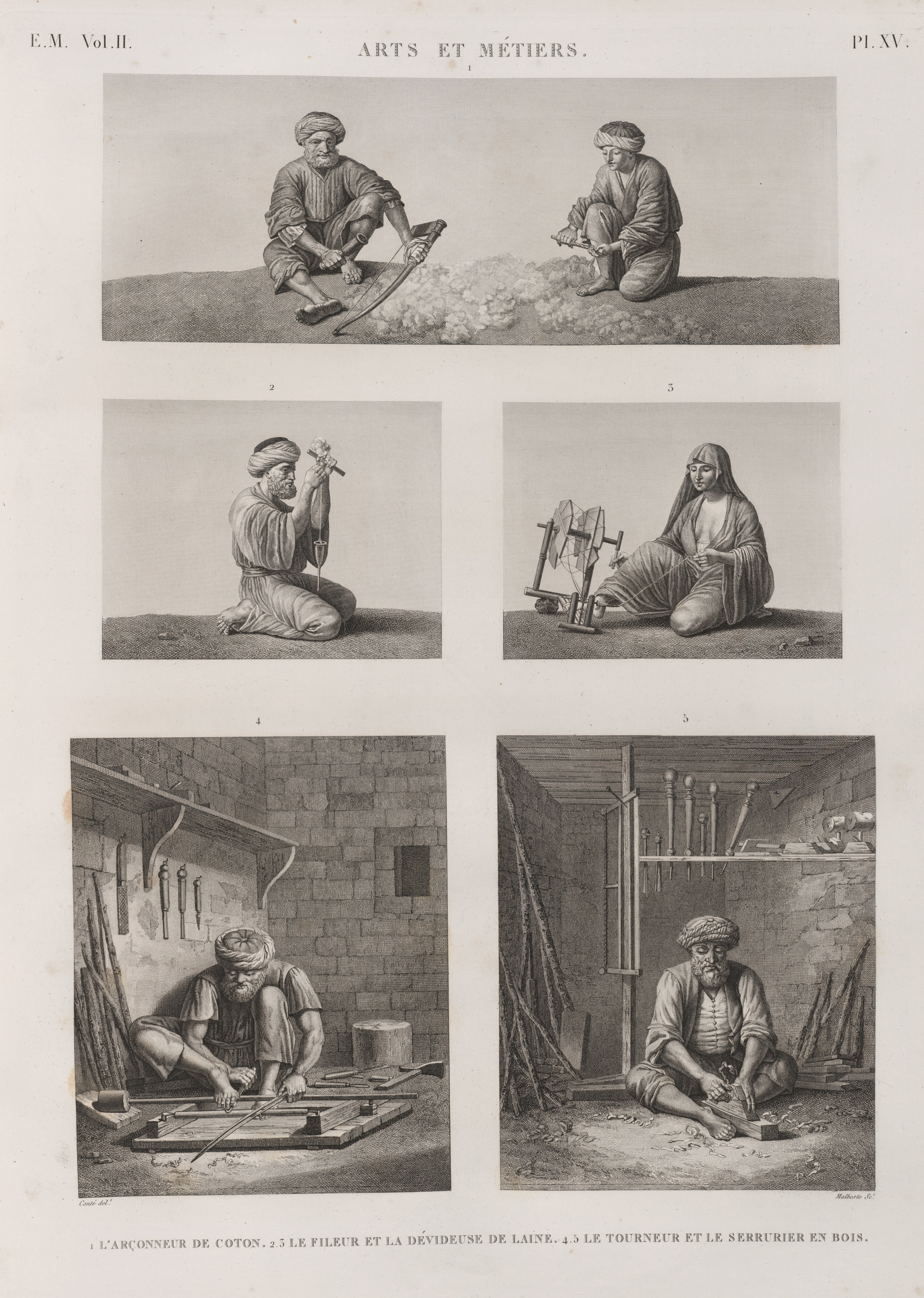
Coton, laine et travail du bois
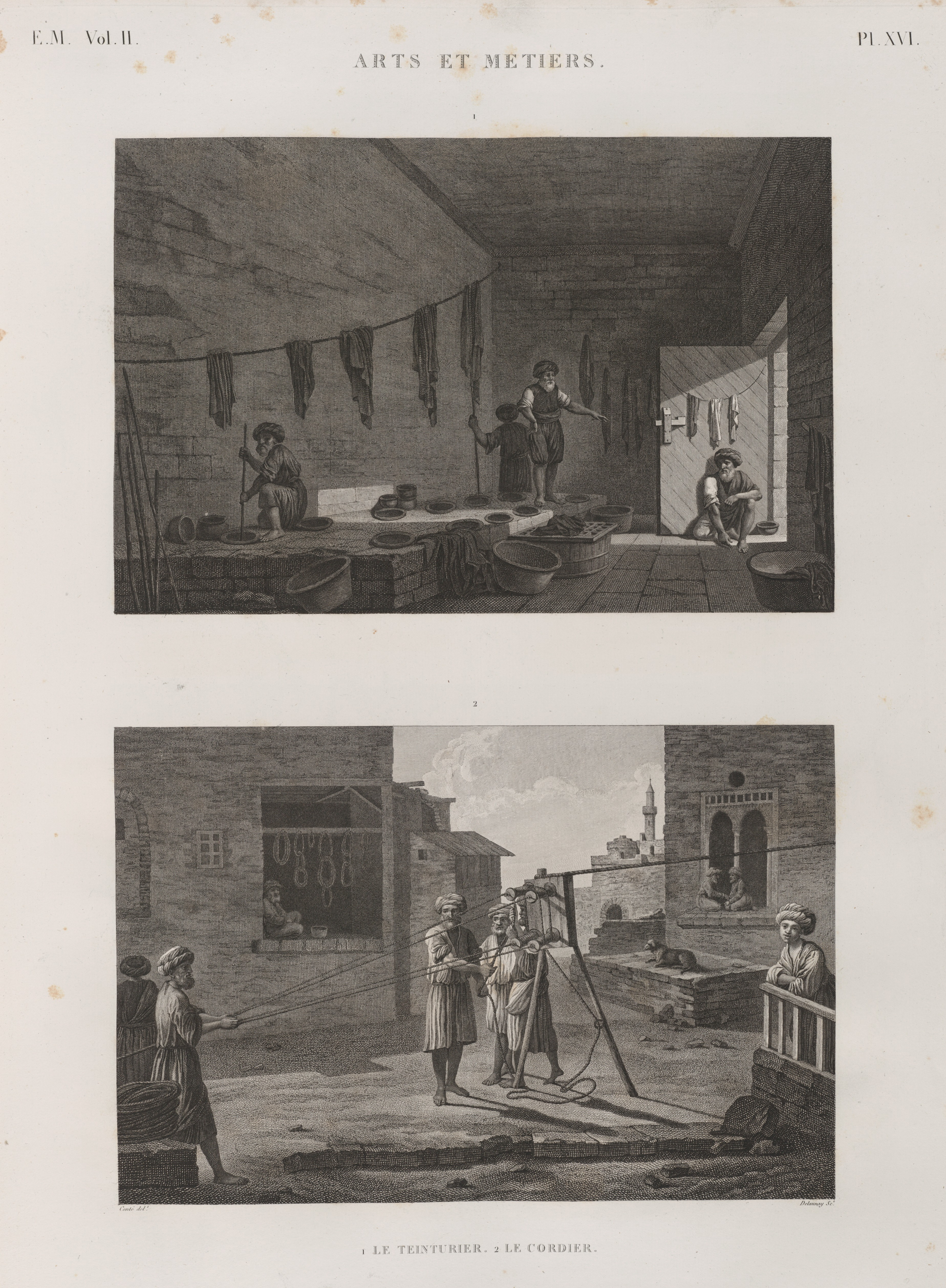
Teinturier et cordier
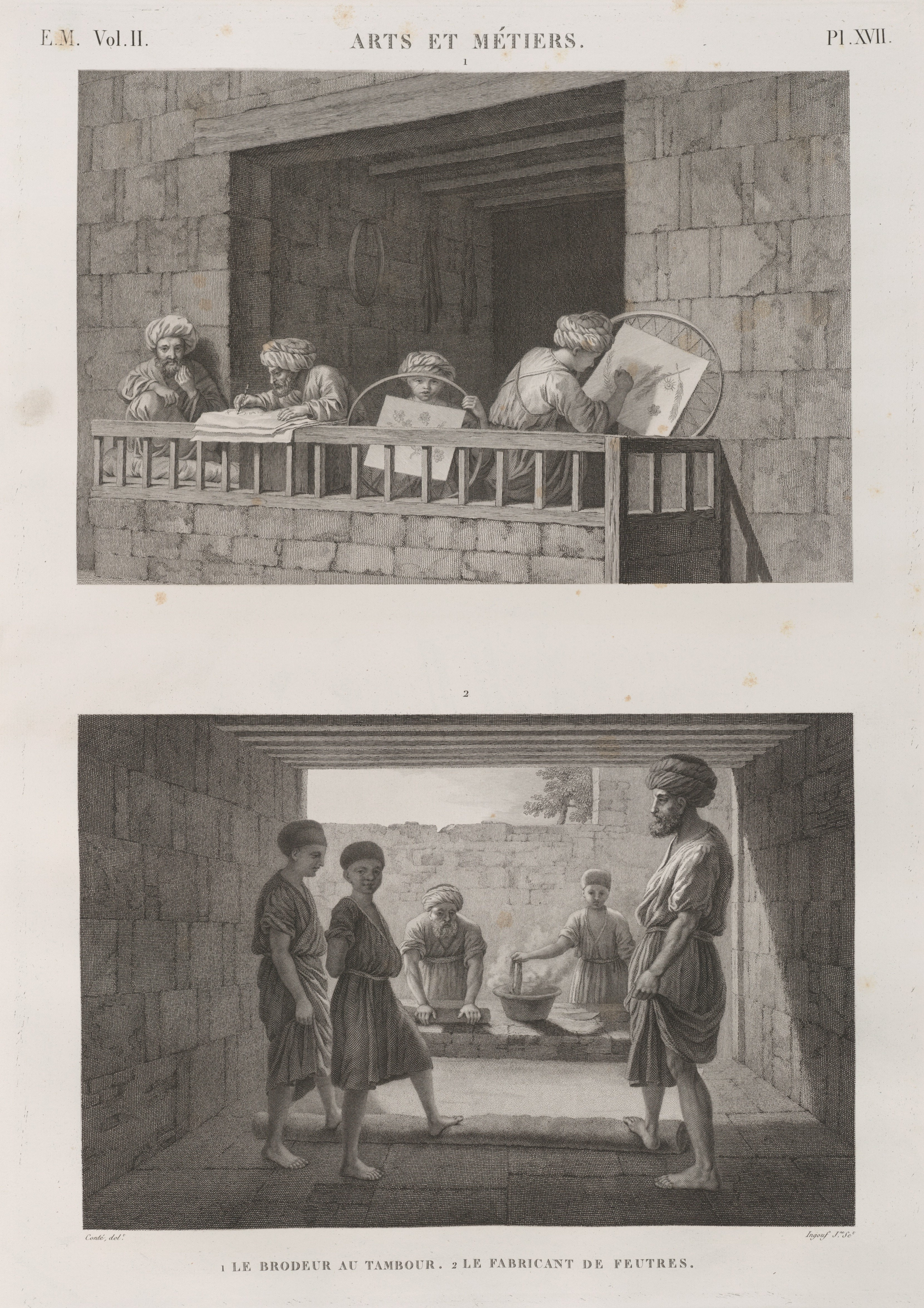
Brodeur et fabricant de feutres
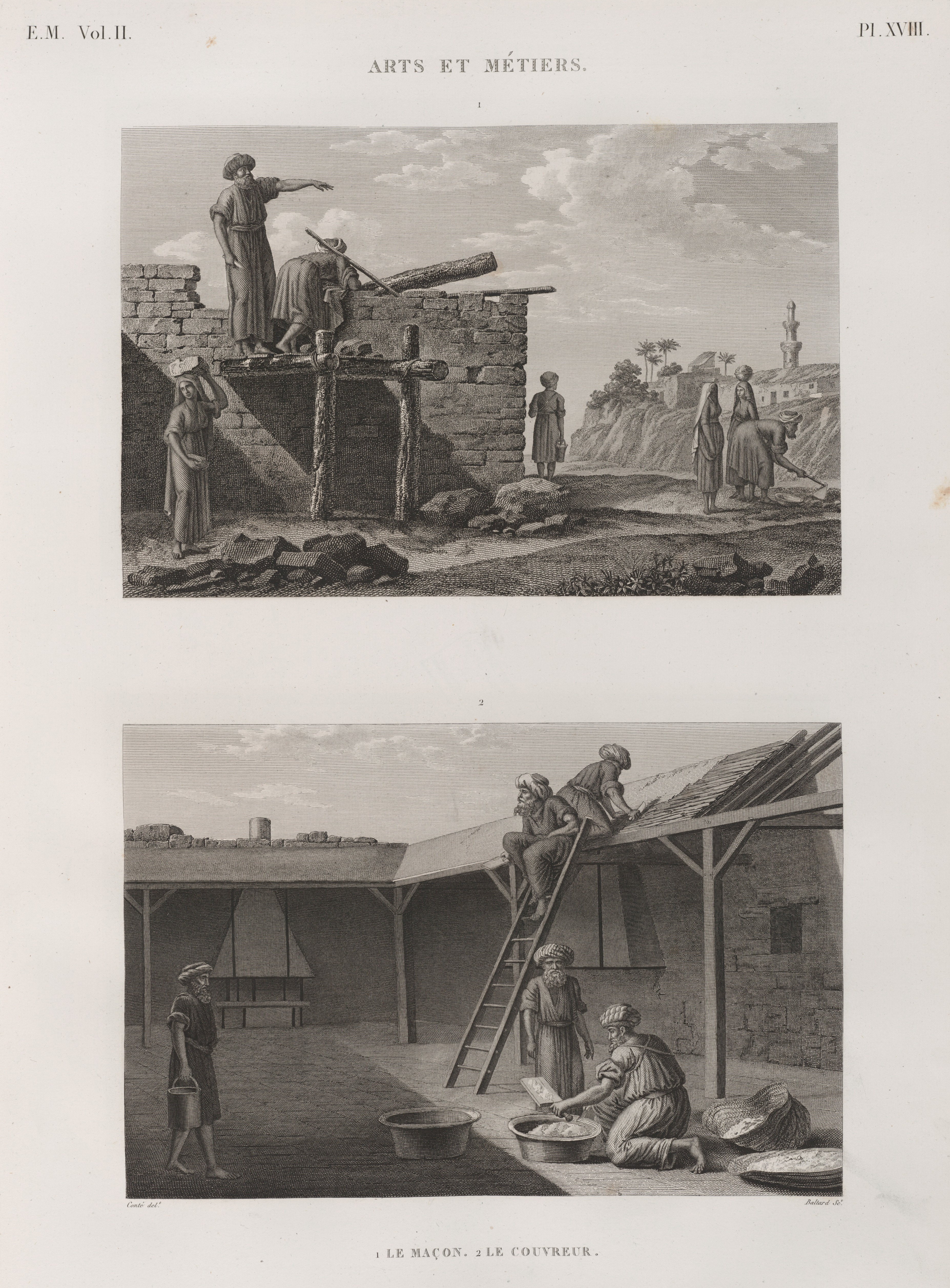
Maçon et couvreur
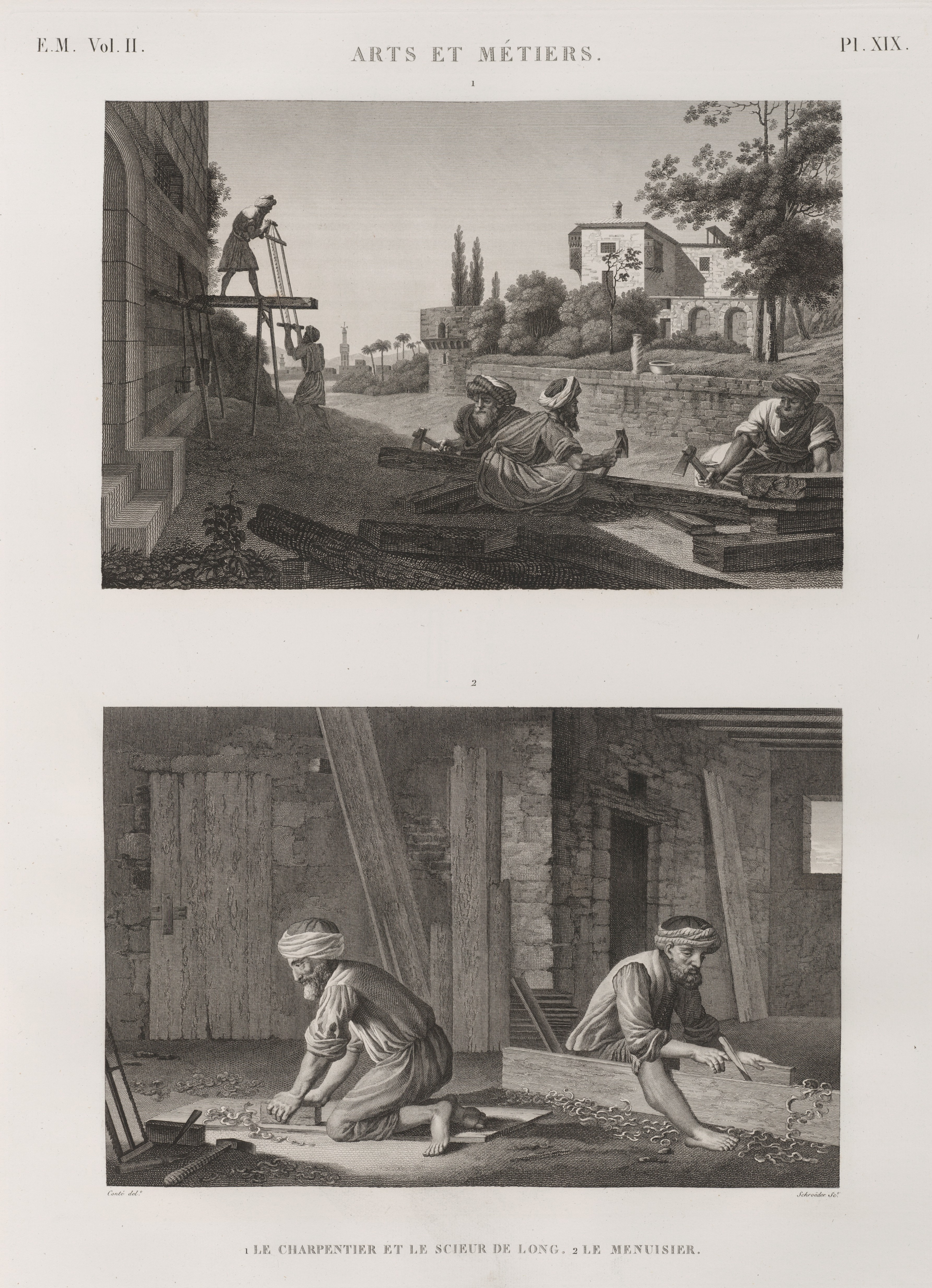
Charpentier et menuisier
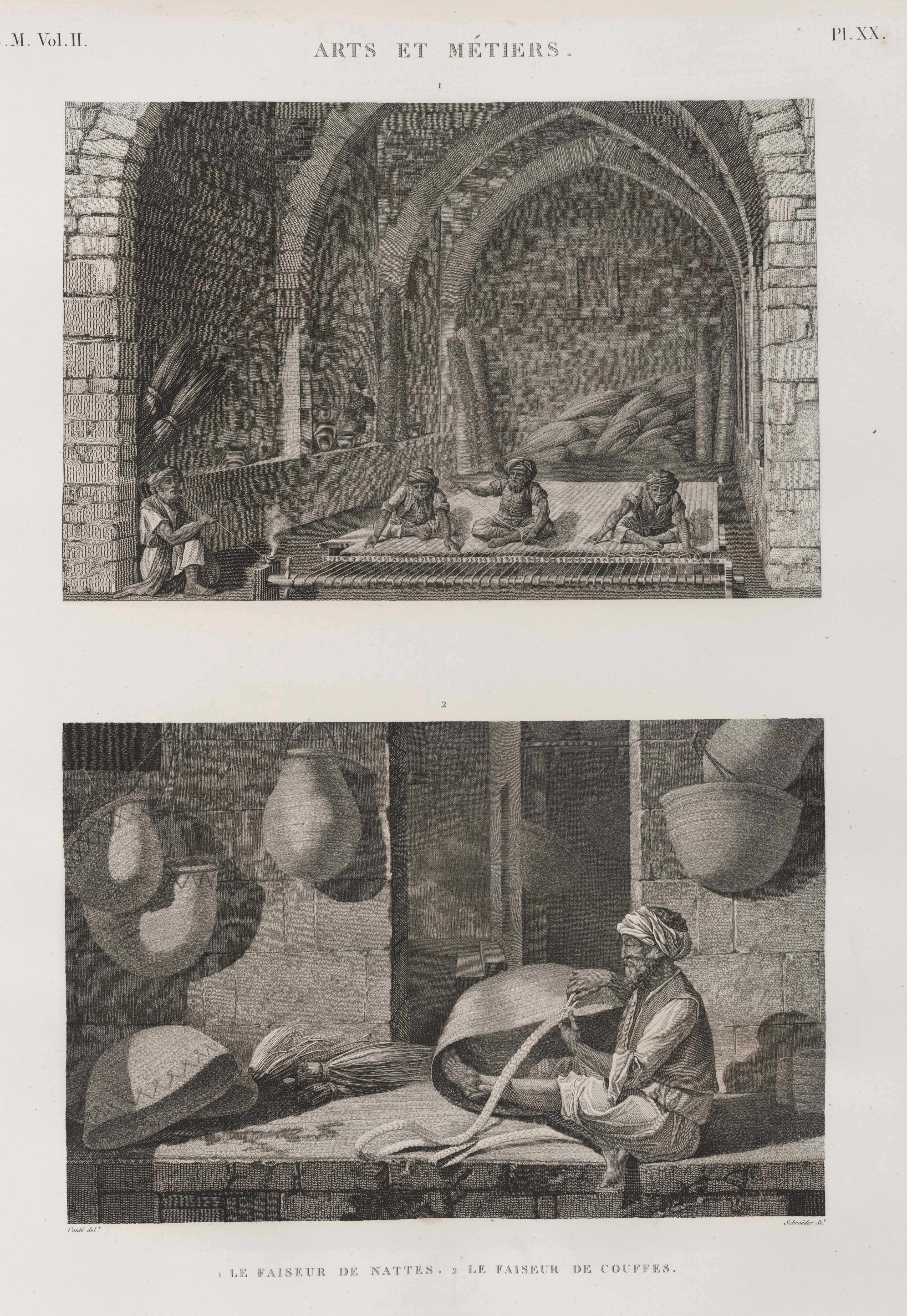
Faiseur de nattes
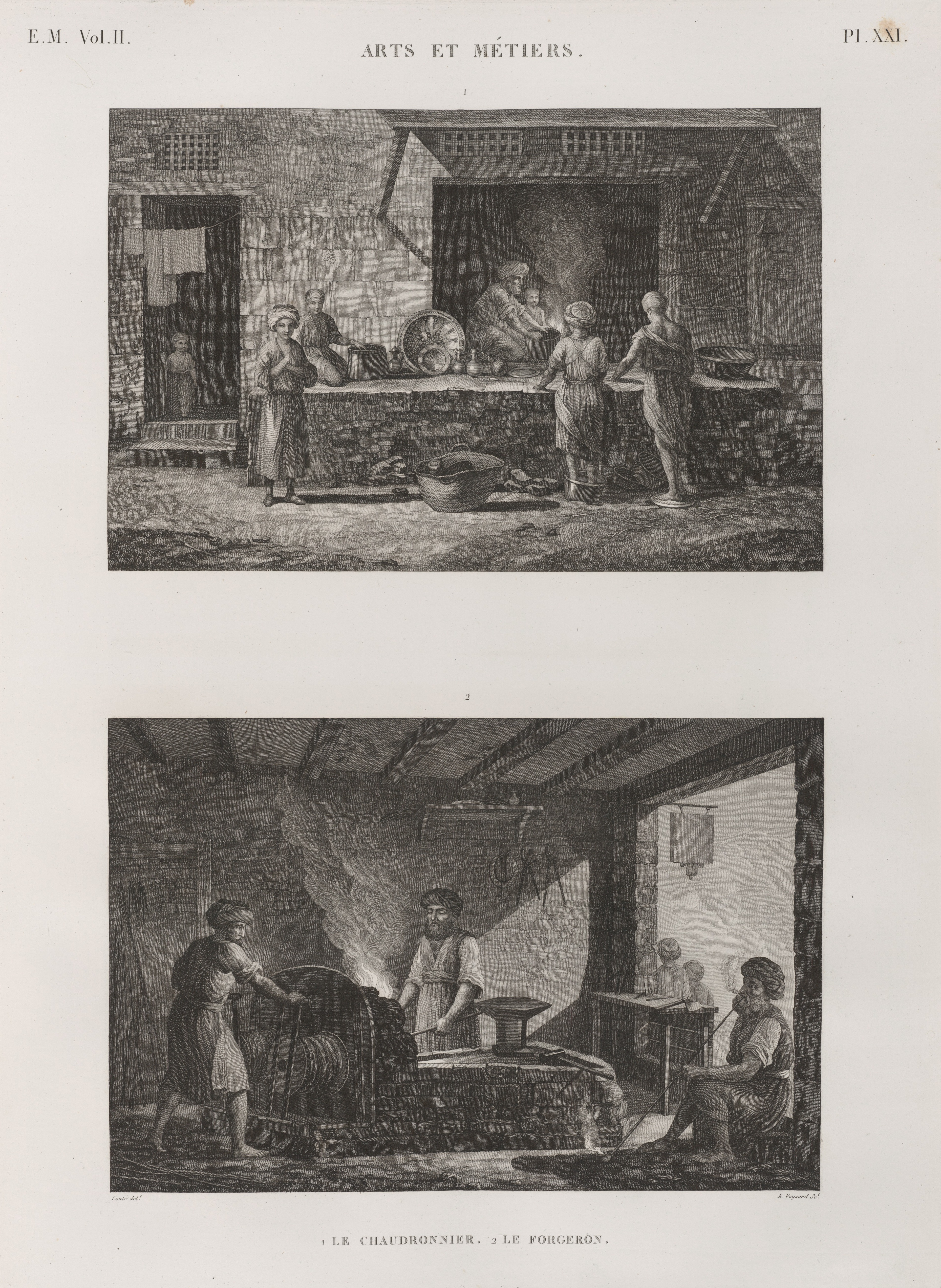
Chaudronnier et forgeron
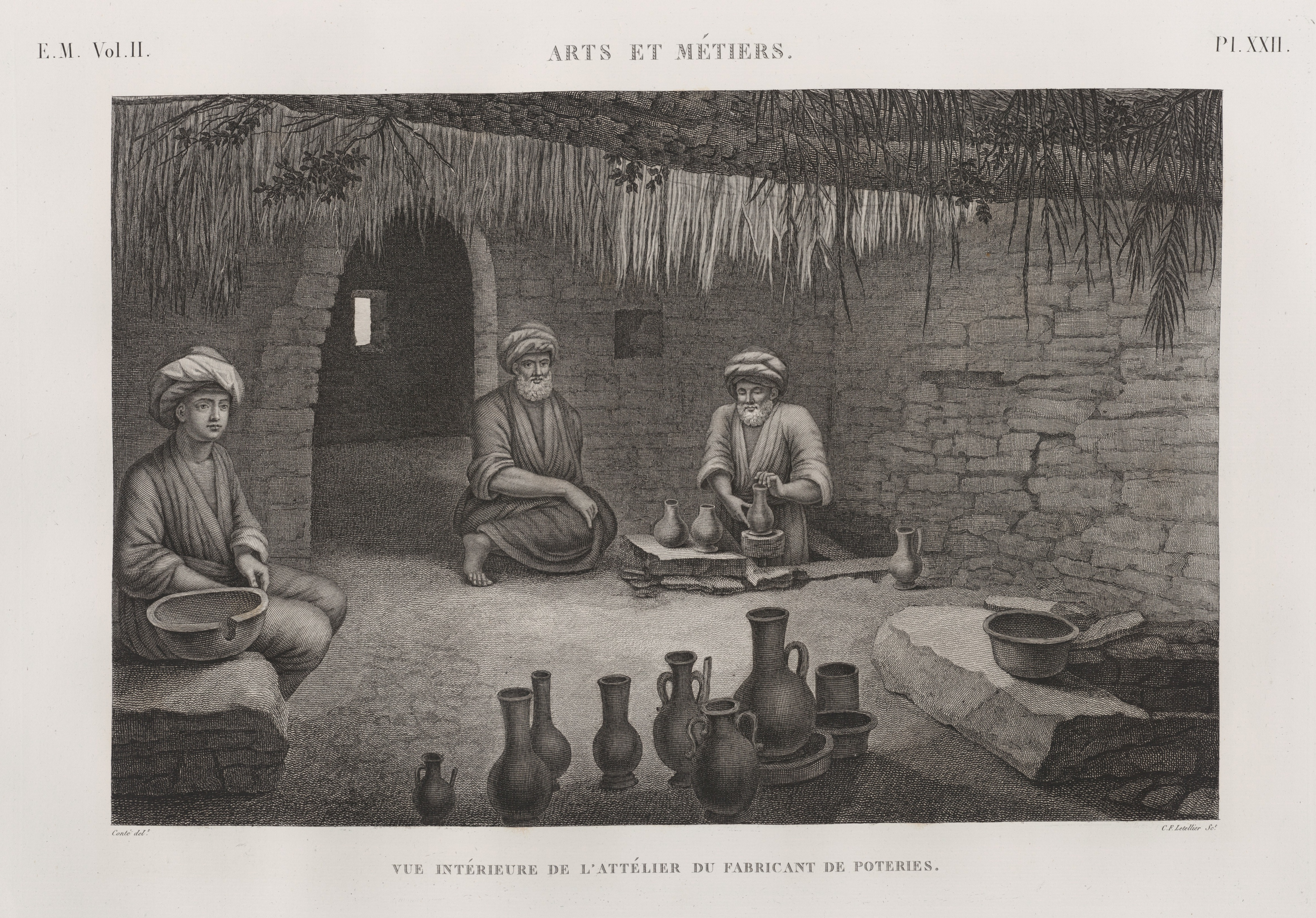
Potier
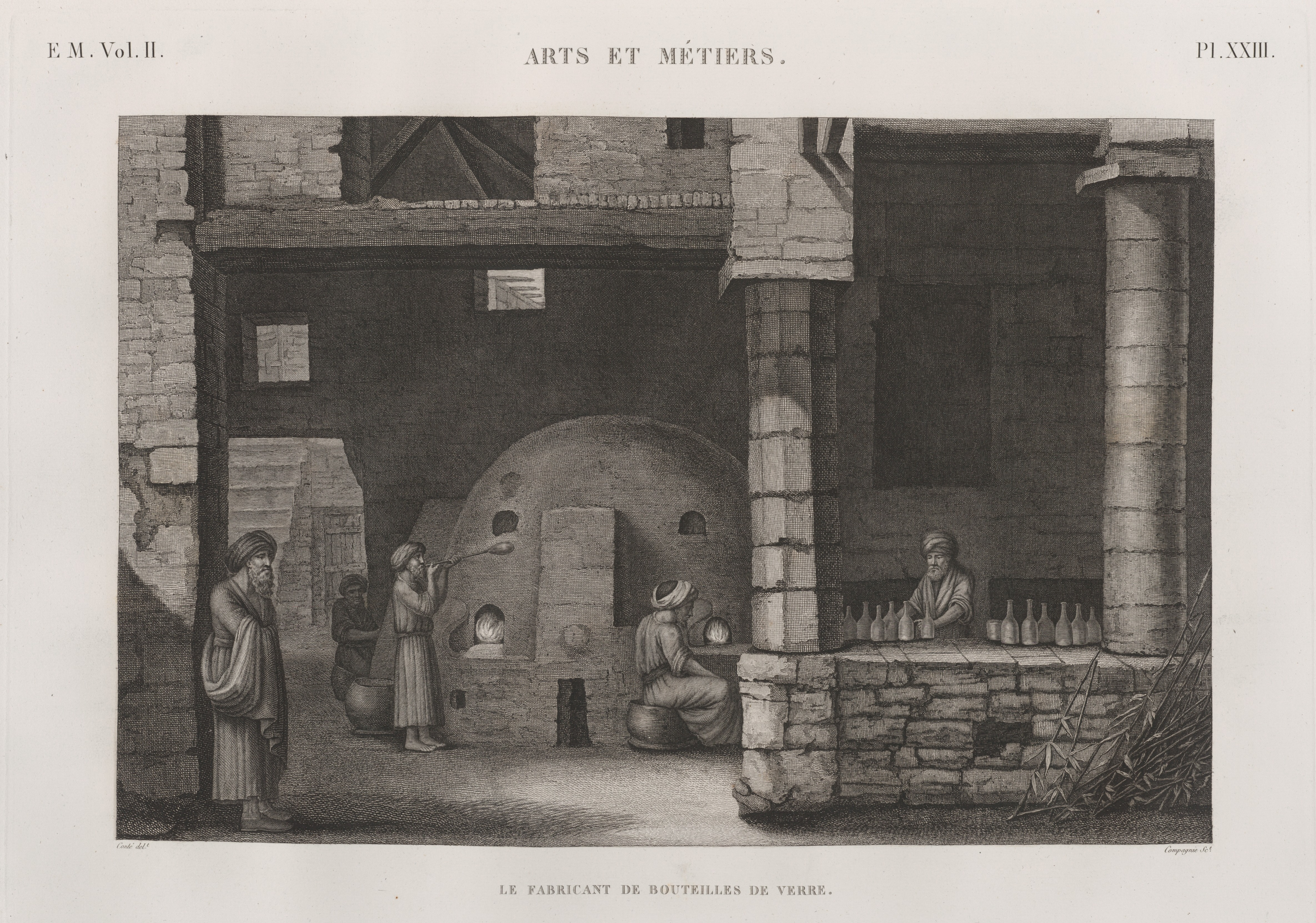
Verrier
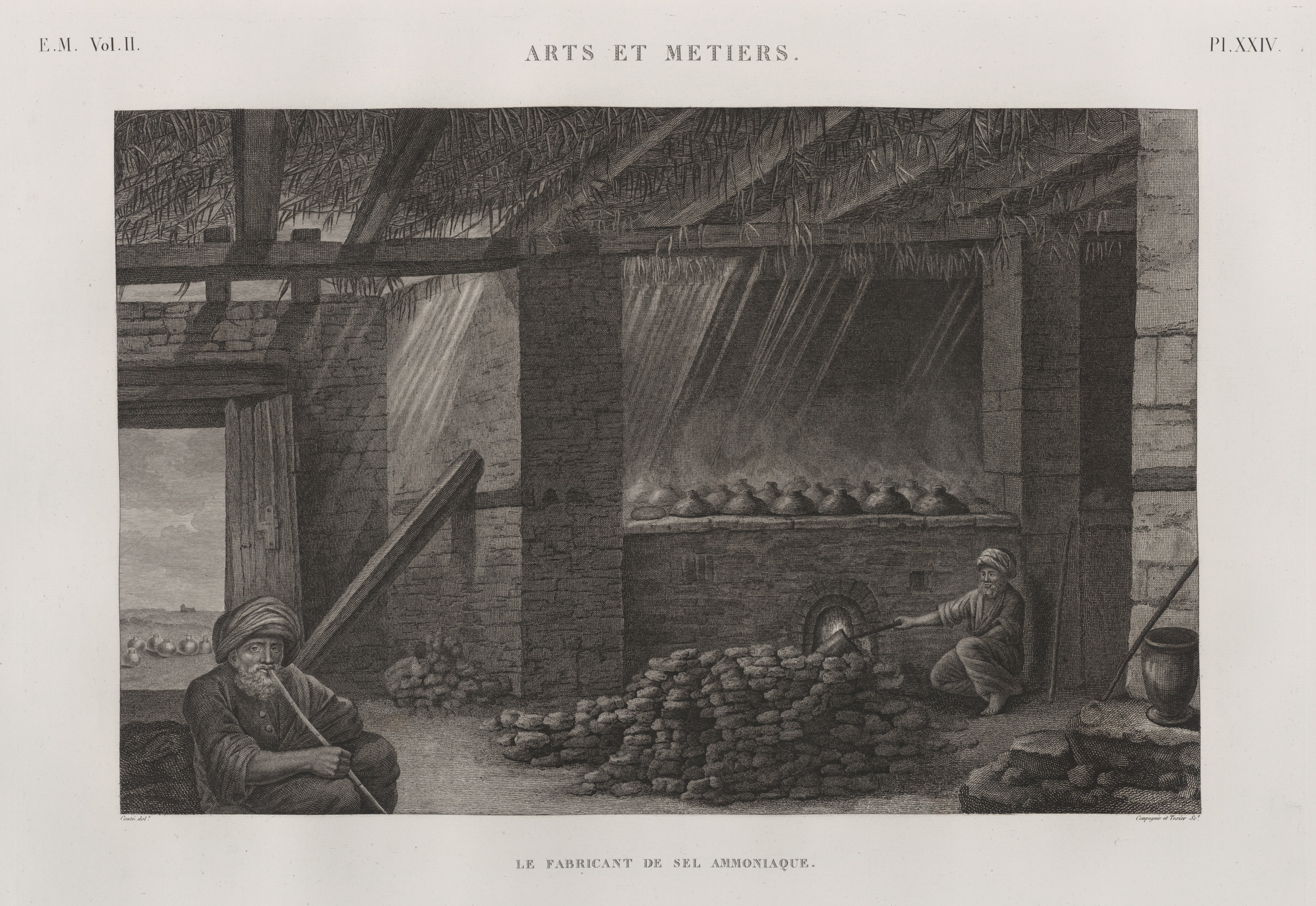
Sel d'ammoniaque
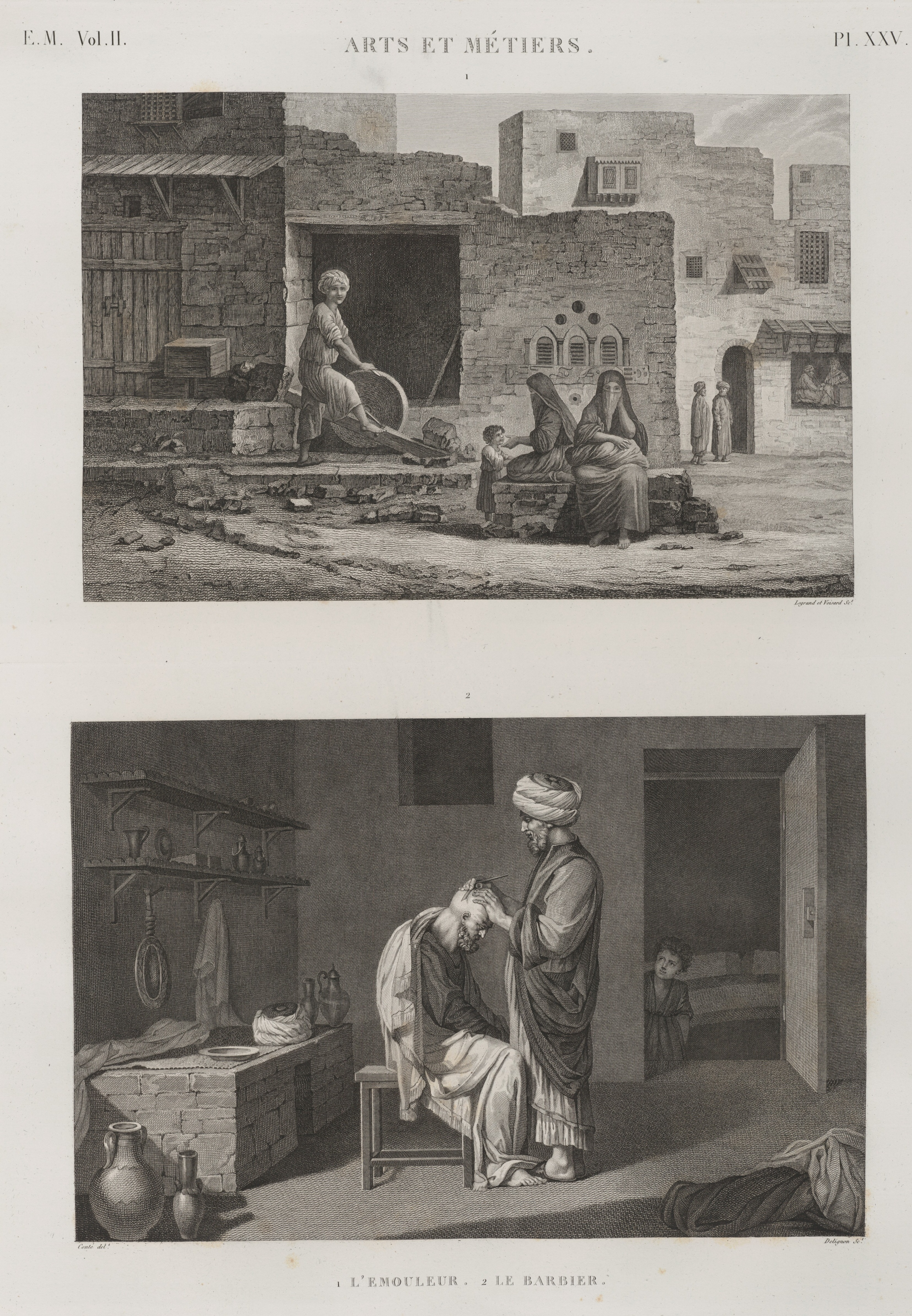
Rémouleur et barbier
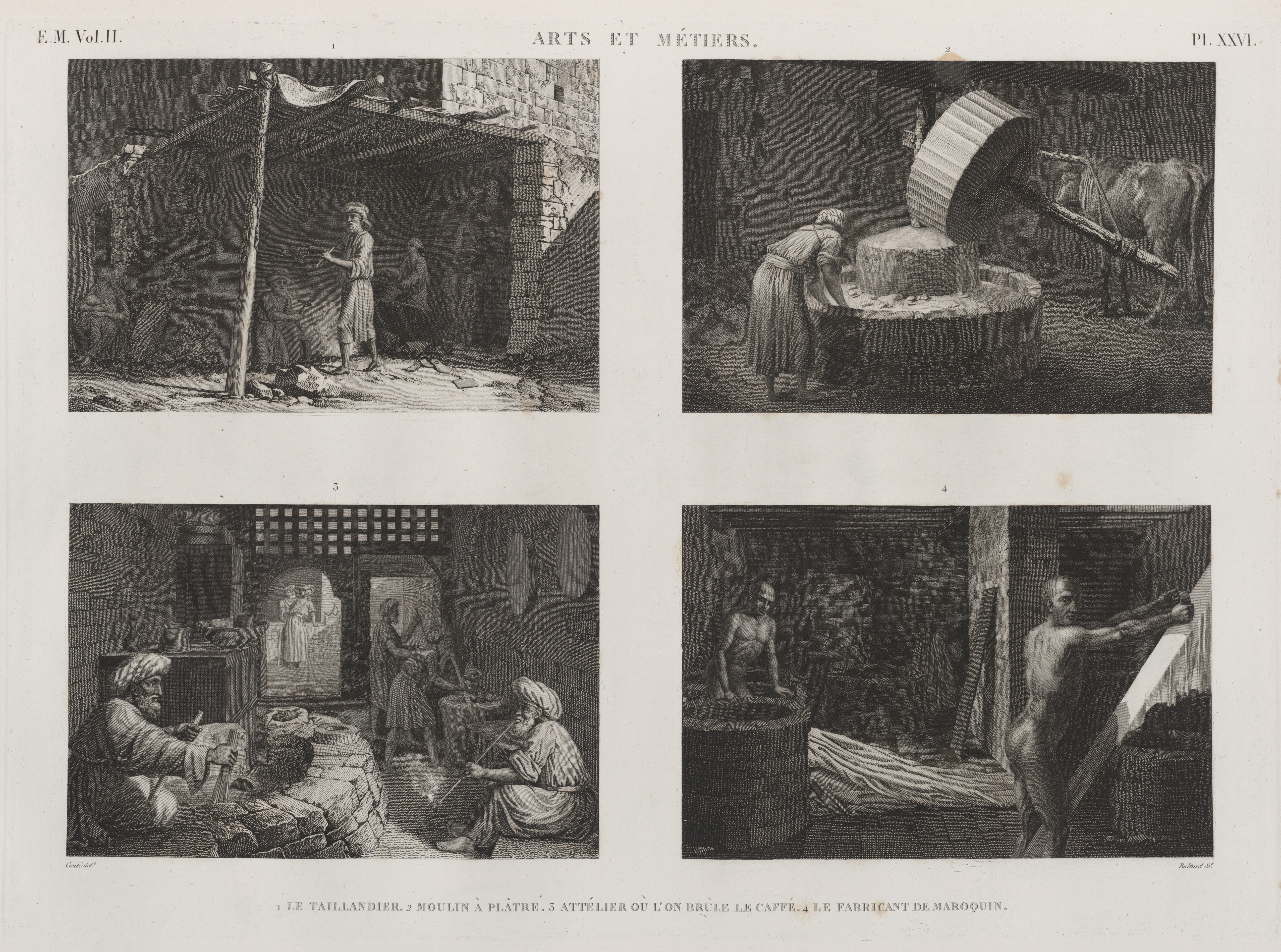
Taillandier, moulin à plâtre, brûlerie de café, maroquin
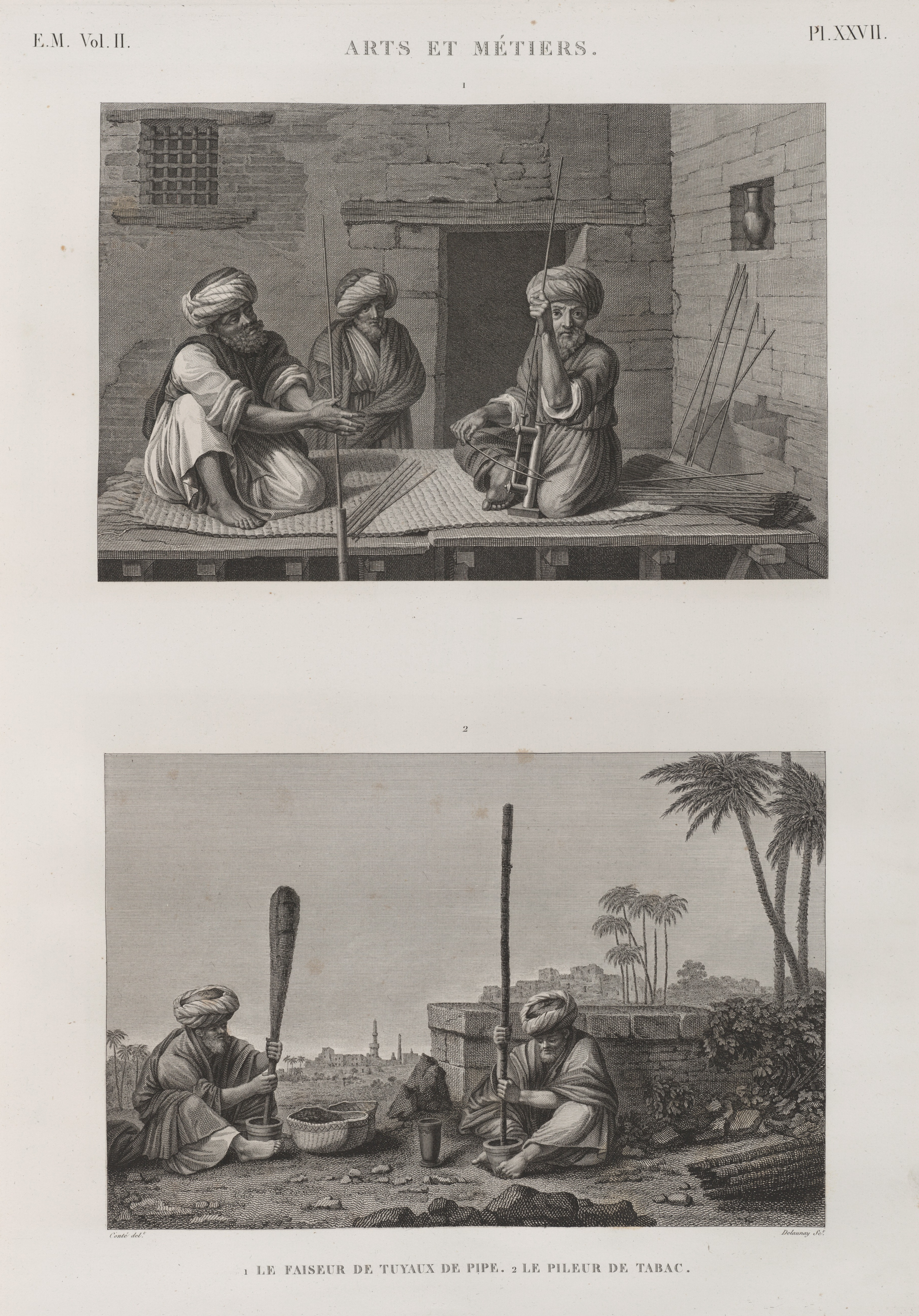
Pipes et tabac
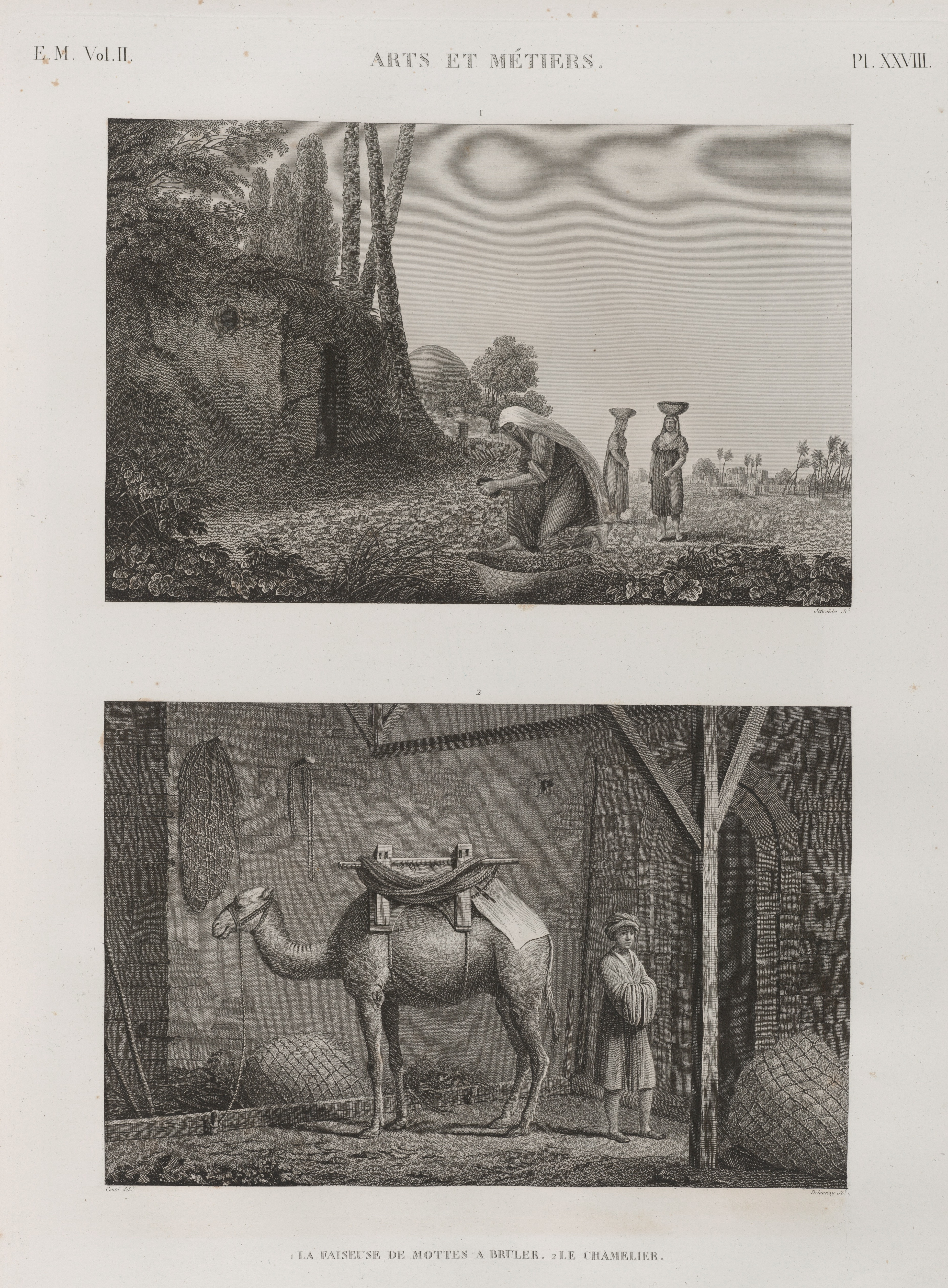
Mottes à brûler et chamelier
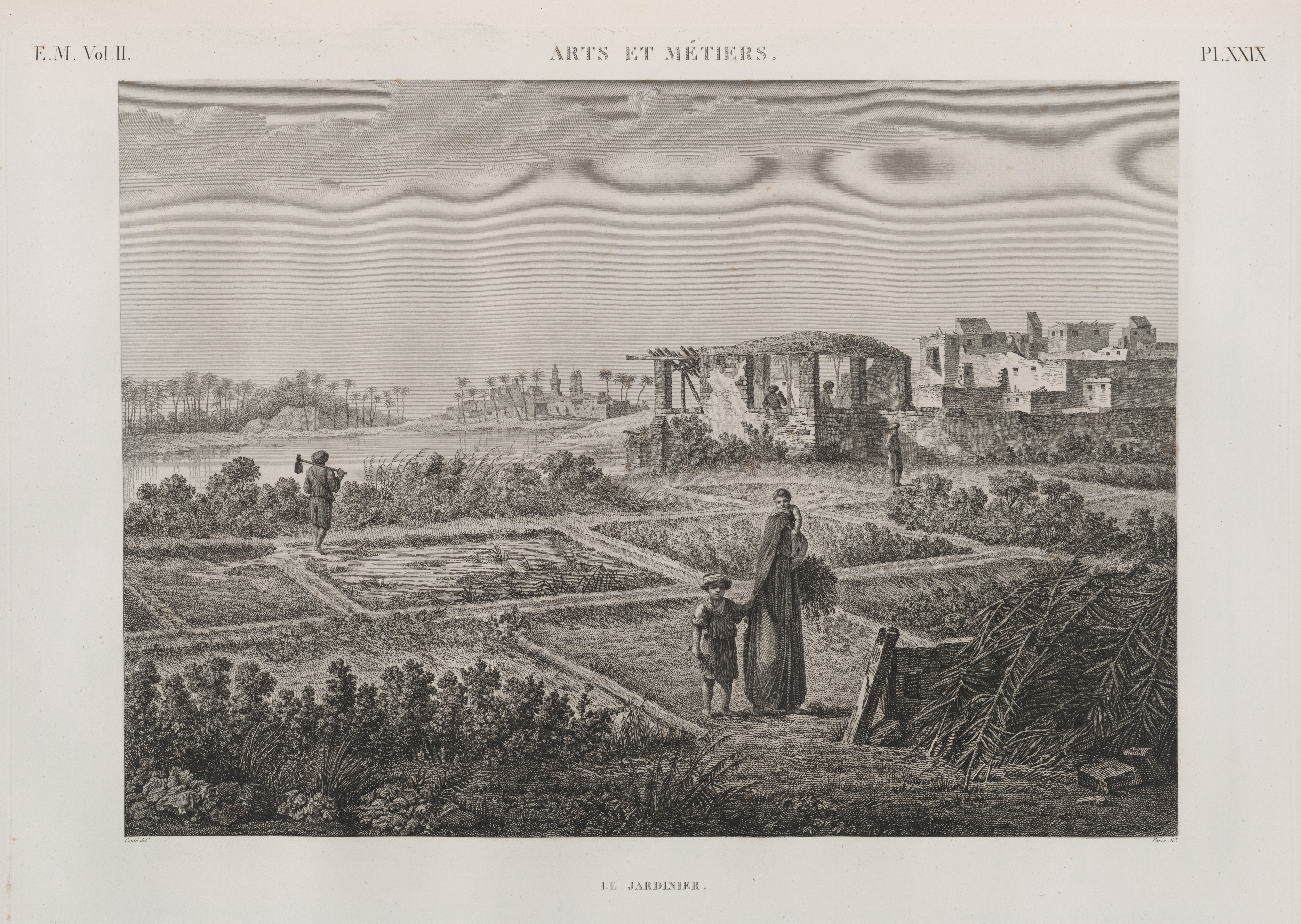
Jardinier

Reprenant son rang au Conservatoire, il devint l'un des fondateurs de la Société d'encouragement pour l'industrie nationale, qui rendait de grands services à l'industrie. Membre du bureau consultatif des arts et manufactures au ministère de l'Intérieur, il se faisait présenter toutes les inventions nouvelles, du point de vue des intérêts de l'administration.

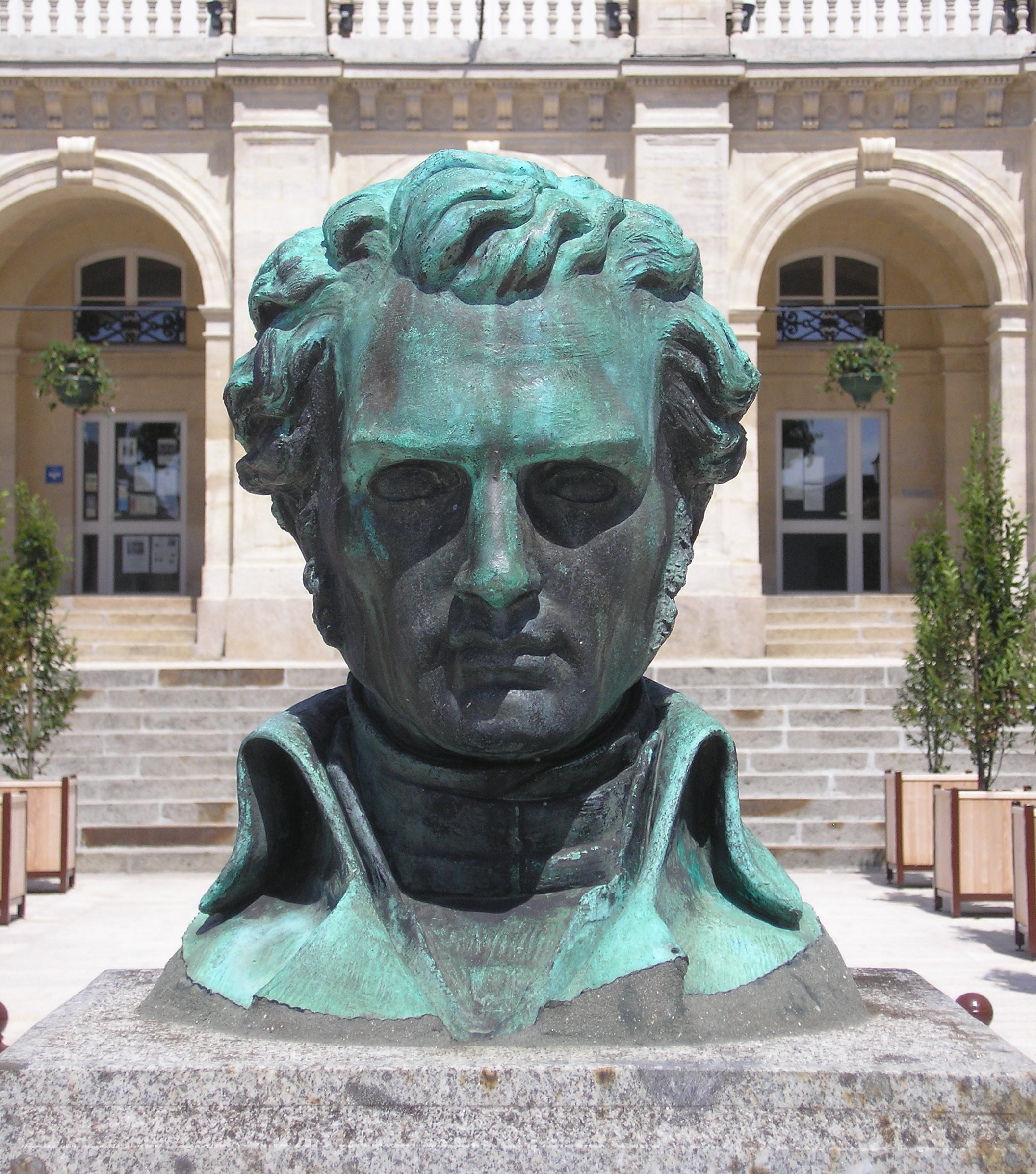
Jules-Antoine Droz, Monument à Nicolas-Jacques Conté, détail, Sées, place de l'Hôtel-de-Ville.

Conté se retrouvait au milieu des siens, mais perdit rapidement son frère, puis son épouse. Son activité, dès lors, se ralentit. « J'étais aiguillonné, disait-il à un ami, par le désir de plaire à ma femme. Je lui rapportais tous mes succès. Que me reste-t-il maintenant ? » Sa profonde douleur et l'altération de sa santé n'arrêtèrent pas pour autant son courage. Le premier Consul, qui professait pour Conté la plus haute estime, l’a mis au nombre de l’un des premiers membres de la Légion d’honneur, le 26 frimaire an XII (18 décembre 1803), mais sa santé continuant de décliner, il est mort dans sa cinquante et unième année.
Charles Verrier, son secrétaire et son ami, ainsi que Biot et Gérando ont rendu hommage à la mémoire de Conté et retracé son action pour la France. La ville de Sées lui a élevé une statue en bronze, œuvre de Jules Droz, sur la place du Parquet le 3 octobre 1852,. Seul le buste est sauvé par une diligence du maire de Sées, Charles Forget, pendant la Seconde Guerre mondiale, alors que l'occupant emportait la statue pour être fondue. Il est réinstallé, sous le mandat du maire Francis Bouquerel, au milieu de la place de l'Hôtel-de-Ville, en juillet 2008. Le piédestal d'origine de la statue, en granit, a été déposé au stade de football de Sées.

## La marque «Conté» de nos jours
- L’entreprise des crayons Conté a été achetée en 1979 par le groupe Bic, qui est l’actuel propriétaire de la marque.
- On trouve à Paris la rue Conté dans le voisinage du Conservatoire et à Chartres ; le collège de Sées porte son nom : Nicolas-Jacques-Conté.
- À Régny, où l'usine Conté était installée de 1856 à 1986[10], une rue et le collège de la commune portent le nom de Nicolas Conté.